# Foudre
Vous lisez un « bon article » labellisé en 2020.
Pour les articles homonymes, voir Foudre (homonymie).
La foudre est un phénomène naturel de décharge électrostatique disruptive de grande intensité qui se produit dans l'atmosphère, entre des régions chargées électriquement, et peut se produire soit à l'intérieur d'un nuage (décharge intra-nuageuse), soit entre plusieurs nuages (inter-nuageuse), soit entre un nuage et le sol (nuage-sol ou sol-nuage). La foudre est toujours accompagnée d'un ou plusieurs éclairs (émission intense de rayonnement électromagnétique, dont les composantes se situent dans la partie visible du spectre), et du tonnerre (émission d'ondes sonores), en plus d'autres phénomènes associés. Bien que les décharges intra-nuageuses et inter-nuageuses soient plus fréquentes, les décharges nuage-sol présentent un plus grand danger pour l'homme. La plupart des éclairs se produisent dans la zone tropicale de la planète et principalement sur les continents. Ils sont associés à des phénomènes convectifs, le plus souvent des orages.
Certaines théories scientifiques considèrent que ces décharges électriques peuvent avoir été fondamentales dans l'émergence de la vie, en plus d'avoir contribué à son maintien. Dans l'histoire de l'humanité, la foudre a peut-être été la première source de feu, fondamentale pour le développement technique. Ainsi, les éclairs ont éveillé la fascination, étant incorporés dans d'innombrables légendes et mythes représentant le pouvoir des dieux. Des recherches scientifiques ultérieures ont révélé leur nature électrique et, depuis lors, les décharges ont fait l'objet d'une surveillance constante, en raison de leur relation avec les systèmes de tempête.
En raison de la grande amplitude des tensions (typiquement, plusieurs dizaines de millions de volts) et des courants électriques (de 1 000 à 100 000 ampères) qu'elle propage, la foudre est toujours dangereuse. Ainsi, les bâtiments et les réseaux électriques ont besoin de paratonnerres, des systèmes de protection. Cependant, même avec ces protections, la foudre cause toujours des morts et des lésions dues à la foudre dans le monde entier.
En tant que phénomène de haute énergie, la foudre se manifeste généralement par un chemin extrêmement lumineux qui parcourt de longues distances, parfois avec des branches. Cependant, il existe des formes rares, comme la foudre en boule, dont la nature est inconnue. La grande variation du champ électrique causée par des décharges dans la troposphère peut donner lieu à des phénomènes lumineux transitoires dans la haute atmosphère. La foudre peut trouver son origine dans d'autres événements, tels que les éruptions volcaniques, les explosions nucléaires et les tempêtes de sable. Des méthodes artificielles sont utilisées pour créer des éclairs à des fins scientifiques. La foudre se produit également sur d'autres planètes du Système solaire, en particulier Jupiter et Saturne.

## Histoire
La foudre est probablement apparue sur Terre bien avant la vie, il y a plus de trois milliards d'années. De plus, les éclairs ont probablement été fondamentaux pour la formation des premières molécules organiques, essentielles à l'apparition des premières formes de vie. Depuis le début de l'histoire écrite, les éclairs fascinent les êtres humains. Le feu que les éclairs produisent lorsqu'ils touchent le sol sert à ceux-ci pour se réchauffer pendant la nuit, en plus de tenir les animaux sauvages à l'écart. L'homme primitif a donc cherché des réponses pour expliquer ce phénomène, créant des superstitions et des mythes qui ont été incorporés dans les premières religions.

### Importance biologique

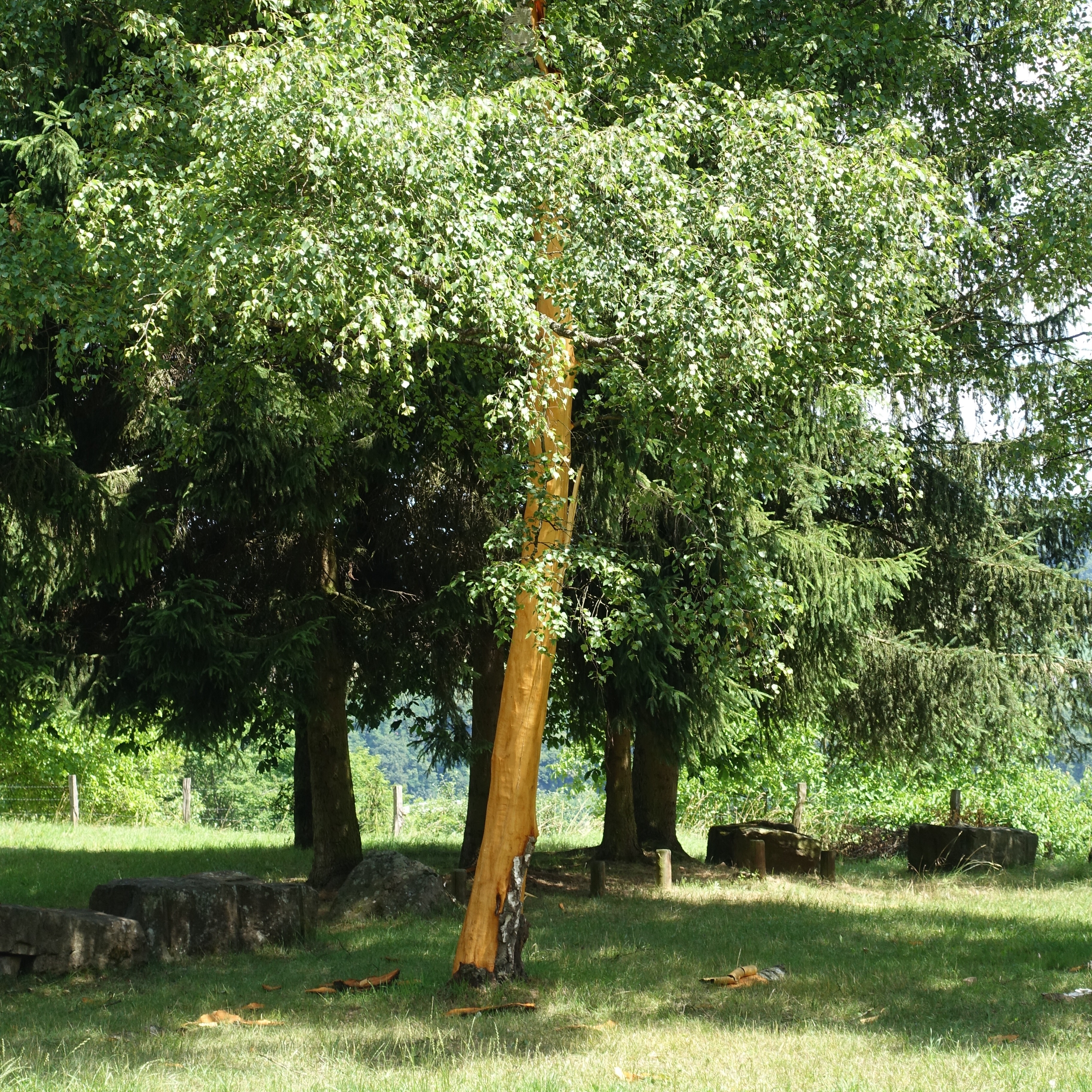
La pression de vapeur explosive entre le tronc et l'écorce causée par la foudre a fait exploser l'écorce de ce bouleau.

Dès la formation de la Terre, les températures élevées de la croûte terrestre sont responsables de la formation de tempêtes importantes, violentes et permanentes, donnant naissance aux océans. L'eau, au cours de son cycle, transporte avec elle des éléments chimiques, tels que le carbone et l'azote, qui s'accumulent dans les mers primitives. Les rayons ultraviolets et la foudre ont peut-être grandement aidé le processus de combinaison de ces composés inorganiques ainsi qu'à leur transformation en acides aminés, composants essentiels pour l'émergence de la vie.
Les décharges électriques sont la principale source de nitrites et de nitrates, essentiels à la vie des plantes. Les plantes ne sont pas en mesure d'utiliser directement l'azote atmosphérique, elles doivent donc être transformées en d'autres composés azotés. La foudre est responsable de ces réactions chimiques, ce qui maintient le cycle de l'azote.
Les feux de forêt déclenchés par la foudre jouent un rôle essentiel dans l'évolution des plantes, car la consommation de matière sèche et l'élimination d'éventuels ravageurs par le feu sont bénéfiques pour l'environnement. Le processus d'évolution de la vie végétale semble être étroitement lié à l'apparition des incendies, qui favorisent l'émergence de nouveaux gènes. Il est possible que les incendies provoqués par la foudre aient été la première source de feu utilisée par les hommes primitifs, ce qui aurait été l'une des étapes importantes qui ont conduit à l'évolution et à la domination de celui-ci sur son environnement.
Une étude météorologique démontre aussi que la foudre contribue à nettoyer l'atmosphère en produisant des radicaux hydroxyles au sommet du cumulonimbus. Ceux-ci réagissent avec d'autres molécules présentes dans l'air en les oxydant. Le processus capture des composés toxiques dans l'atmosphère, tels que le monoxyde de carbone et le méthane, qui sont considérés comme des gaz jouant un rôle majeur dans le réchauffement climatique et la destruction de la couche d'ozone. Ceci apporte entre 2 % et 16 % de la capacité oxydante de l'atmosphère terrestre.

### Recherche scientifique

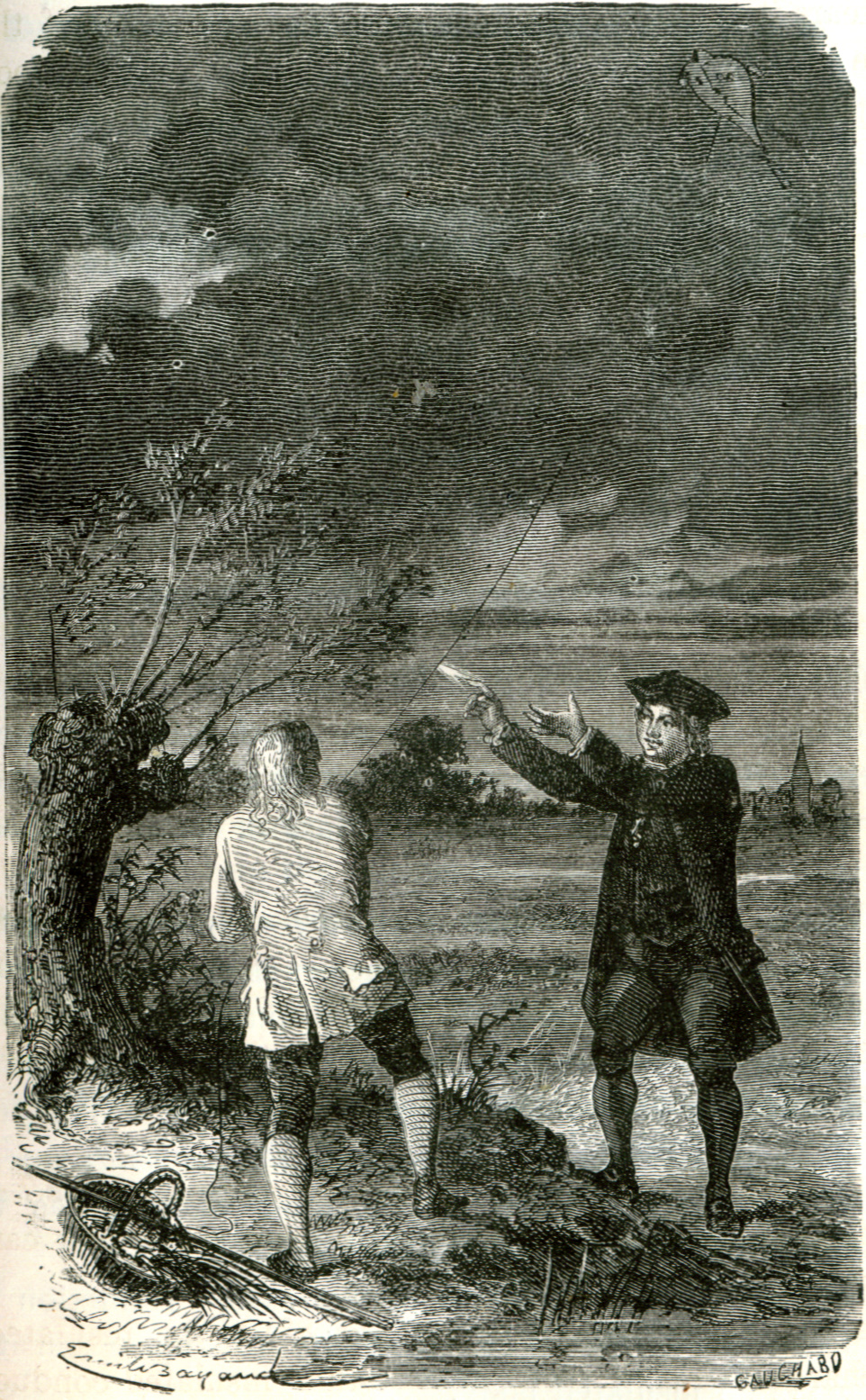
Représentation de l'expérience de Benjamin Franklin au XVIIIe siècle, sur laquelle des étincelles induites par l'orage sortent du fil conducteur jusqu'à son doigt.

Dans les cultures modernes européennes, la première explication scientifique connue est écrite par le philosophe grec Aristote, au IVe siècle av. J.-C., attribuant l'orage à la collision entre deux nuages et la foudre au feu exhalé par ces nuages. Cependant, les premières études systématiques ne sont conduites qu'en 1752, à Marly-la-Ville, près de Paris, lorsque Thomas-François Dalibard attire des éclairs au moyen d'une haute tige de fer isolée du sol par des bouteilles de verre. Cette expérience prouve la nature électrique de la décharge. Par la suite, de nombreux tests sont effectués. L'un des plus connus est celui de Benjamin Franklin, qui utilise des cerfs-volants et des ballons pour soulever des fils conducteurs, qui engendrent de petits éclairs grâce au champ électrique existant dans les nuages.
Franklin a également démontré que la foudre se manifeste « le plus souvent sous la forme négative de l'électricité, mais parfois elle apparaît sous la forme positive ». En outre, le scientifique propose l'utilisation de grandes tiges métalliques pour la protection contre la foudre, qui, selon lui, ferait passer l'électricité silencieusement du nuage au sol. Plus tard, il se rend compte que ces tiges n’influencent pas les charges électriques présentes dans les nuages, mais qu'elles attirent en fait la foudre. Il finit par comprendre que, si les décharges électriques ne peuvent pas être évitées, il peut au moins les attirer à un point où il n'y aurait aucun danger, ce qui est connu sous le nom de paratonnerre. Pour prouver l'efficacité de ses idées, Franklin réunit des centaines de personnes près de Sienne, en Italie, en 1777, à un endroit souvent frappé par la foudre. Après l'installation du paratonnerre, la foule observe la foudre frapper le barreau métallique, sans l'endommager.
En 1876, James Clerk Maxwell propose la création de dépôts pour la poudre noire entièrement enveloppés d'une couche de métal afin d'empêcher la foudre de faire exploser le composé. Lorsque la foudre frappe ce dépôt, le courant électrique reste dans cette couche extérieure et n'atteint pas la poudre. Ce système est connu sous le nom de cage de Faraday. Un système de grille peut également être utilisé ; cependant, plus la distance entre les conducteurs est grande, moins la protection est efficace. Les combinaisons entre le paratonnerre de Franklin et la cage de Faraday sont encore utilisées au XXIe siècle pour la protection des structures, en particulier là où se trouvent des appareils électroniques sensibles.
L'apparition de la photographie et de la spectroscopie à la fin du XIXe siècle a une grande importance dans l'étude de la foudre. Plusieurs scientifiques ont utilisé le spectre engendré par la foudre pour estimer la quantité d'énergie impliquée dans le processus physique qui se déroule sur une très courte période. L'utilisation de l'appareil photographique permet également de découvrir que la foudre a deux ou plusieurs flux électriques. Le développement de nouveaux appareils tels que les oscilloscopes et les compteurs de champs électromagnétiques au cours du XXe siècle permet une compréhension plus complète de l'origine et de l'occurrence des décharges.

## Caractéristiques

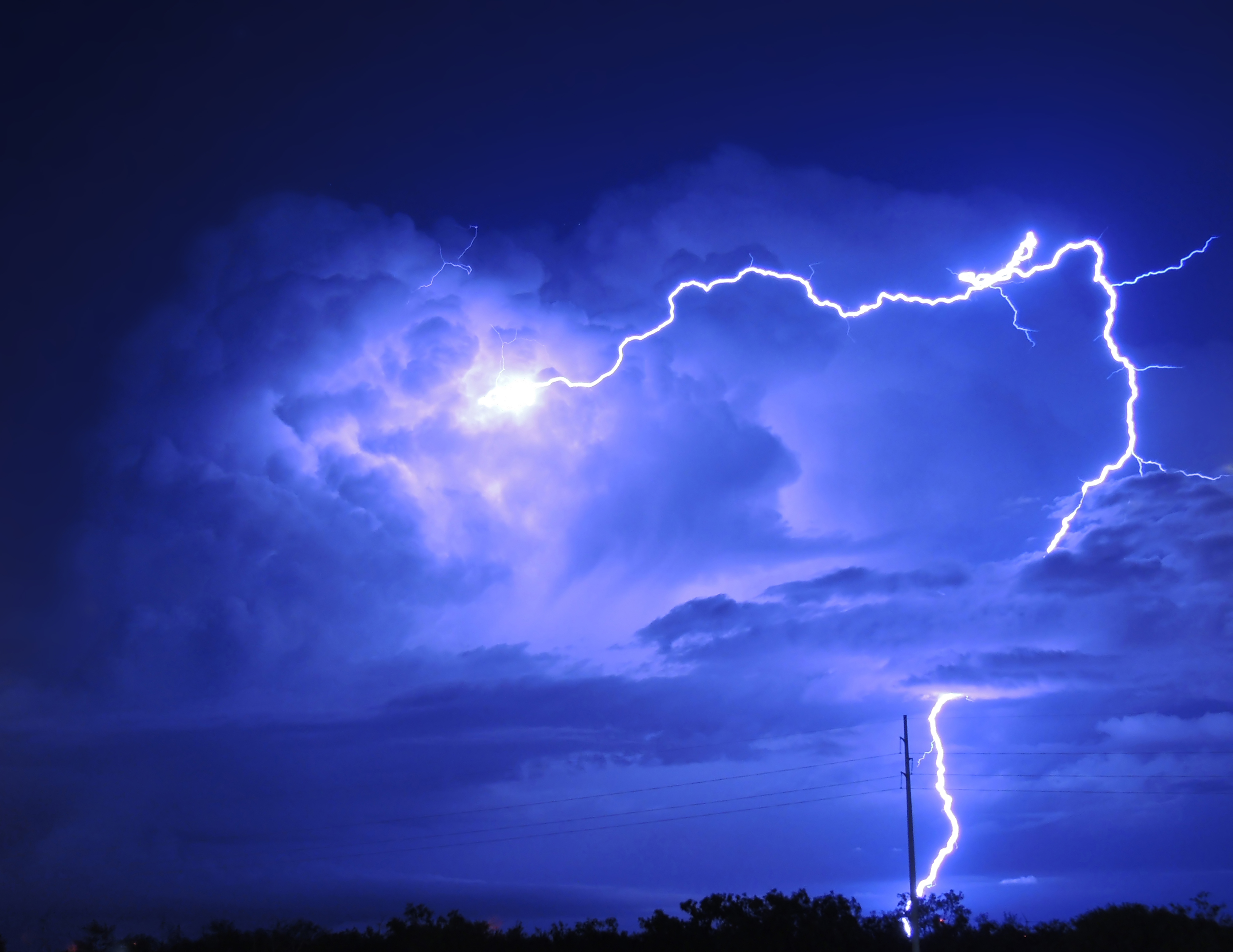
Un éclair partant d'un nuage jusqu'au sol à Dallas, aux États-Unis.

La foudre, qui est le plus souvent associée aux orages, est un gigantesque arc électrique d'électricité statique par lequel un canal conducteur se forme et des charges électriques sont transférées. Les éclairs peuvent se produire selon plusieurs types : à l'intérieur des nuages eux-mêmes, entre deux nuages, entre un nuage et l'air, et entre un nuage et le sol. Les points de contact d'un éclair dépendent de la façon dont les charges électriques sont réparties à l'intérieur des nuages,.
En général, la répartition des charges dans les nuages convectifs engendre un champ électrique intense. Au sommet du nuage, qui est aplati et s'étend horizontalement, des charges positives s'accumulent dans les petits cristaux de glace provenant des courants de convection. Au centre, généralement dans une plage où la température est comprise entre −20 et −10 °C, les charges négatives sont en surabondance. Les dipôles formés valent chacun des dizaines de coulombs, séparés les uns des autres de quelques kilomètres verticalement. À la base du nuage se forme généralement une petite région de charges positives, dont la charge ne vaut que quelques coulombs. Dans les tempêtes plus développées, la distribution électrique est beaucoup plus complexe.

### Charge des nuages

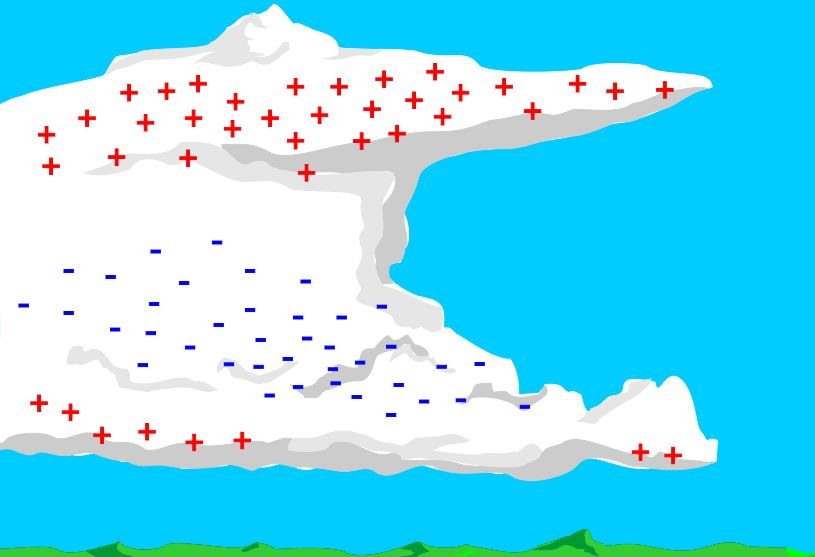
Exemple de distribution des charges électriques dans un nuage.

Pour qu'une décharge électrique se produise, l'intérieur du nuage doit comporter un champ électrique important, qui provient du changement de la répartition des charges, électrisant le nuage. On ne sait pas exactement comment ce phénomène se produit, bien que certains concepts et prémisses de base aient été théorisés. Les modèles d'électrification sont divisés en deux modèles, convectifs et collisionnels.
Selon le modèle d'électrification convective, les charges électriques initiales proviennent d'un champ électrique préexistant avant le développement du nuage d'orage. Lorsque le nuage d'orage se développe, les ions positifs s'accumulent à l'intérieur du nuage, ce qui induit des charges négatives sur ses bords. Comme les vents à l'intérieur du nuage sont ascendants, des courants d'air de direction opposée apparaissent sur les bords du nuage, transportant les charges négatives induites à la base du nuage, créant ainsi deux régions électriquement distinctes. Au fur et à mesure que le processus se développe, le nuage devient capable d'attirer de nouvelles charges par lui-même, ce qui permet l'apparition de décharges électriques. Bien qu'il démontre l'importance de la convection dans le processus d'électrification, ce modèle ne décrit pas de manière satisfaisante la répartition des charges au début de la tempête et sur le long terme,.

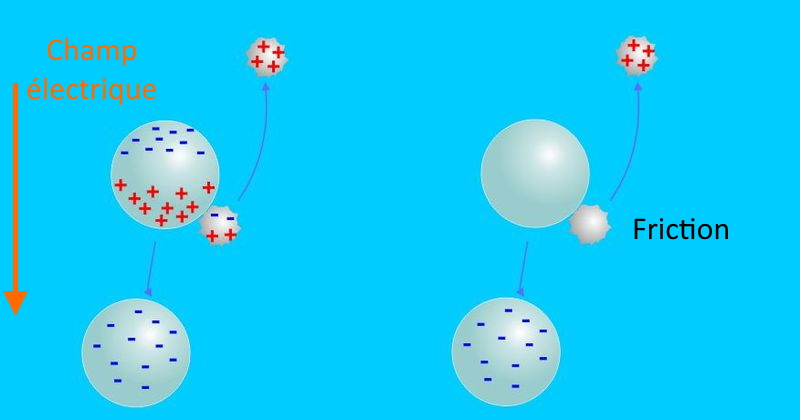
Modèle de séparation des charges lors de collisions inductives (à gauche) et non inductives (à droite) entre des particules de glace ayant des propriétés différentes, dans lequel des charges de signe opposé s'accumulent.

Le modèle d'électrification par collisions, comme son nom l'indique, suppose que le transfert de charges a lieu au contact entre les particules du nuage pendant le processus de convection. Cependant, aucun consensus sur la façon dont la polarisation et la séparation des charges se produisent dans les minuscules particules de glace n'existe. Les théories sont divisées en deux classes, l'inductive (qui dépend d'un champ électrique préexistant) et la non inductive. Dans la première, le champ électrique préexistant, qui pointe vers le bas dans des conditions normales, provoque l'apparition de charges positives dans la partie inférieure des particules de glace et des charges négatives dans la région opposée. Les particules ont des tailles différentes, de sorte que les plus lourdes ont tendance à tomber tandis que les plus légères sont emportées par les vents convectifs. Le contact de la plus petite particule avec l'hémisphère inférieur de la plus grande provoque le transfert des charges, la plus légère étant chargée positivement et la plus lourde étant chargée négativement. À mesure que le nuage se développe, des charges négatives s'accumulent à sa base et des charges positives à son sommet, intensifiant de plus en plus le champ électrique et le processus de polarisation des particules au point de produire des grilles avec des différences de potentiel et des décharges.
L'électrification non inductive, en revanche, a pour principe la génération de charges à partir de la collision entre des particules ayant des propriétés intrinsèques différentes. La neige roulée (particule sphérique plus petite que la grêle) et les petits cristaux de glace, lorsqu'ils entrent en collision, acquièrent des charges opposées. La première, plus lourde, porte des charges négatives, tandis que les cristaux atteignent le sommet du nuage, qui est ainsi chargé positivement. Pour cela, des conditions favorables doivent être réunies, notamment la température (inférieure à −10 °C) et la quantité optimale d'eau dans le nuage. Selon les caractéristiques observées, cela semble être le processus le plus important d'électrification du nuage d'orage, ce qui n'élimine pas les autres processus d'électrification,.

### Décharge
Dans des conditions normales, l'atmosphère terrestre est un bon isolant électrique. La rigidité diélectrique de l'air au niveau de la mer atteint trois millions de volts par mètre, mais elle diminue progressivement en fonction de l'altitude, principalement en raison de la raréfaction de l'air,. Au fur et à mesure de la séparation des charges du nuage, le champ électrique devient de plus en plus intense, et finit par dépasser la rigidité diélectrique de l'air. Ainsi, un chemin de plasma conducteur émerge à travers lequel les charges électriques peuvent circuler librement, formant ainsi une décharge électrique appelée foudre.
Les éclairs se manifestent sous des formes diverses, et sont catégorisés selon leur origine et leur destination. L'intensité des éclairs varie de l'ordre de 1 000 à 100 000 ampères, et la différence de potentiel peut atteindre plusieurs dizaines de millions de volts. Le type de foudre le plus courant se produit à l'intérieur des nuages ; la seconde forme la plus courante est l'éclair négatif nuage-sol,.

#### Décharge nuage-sol négative

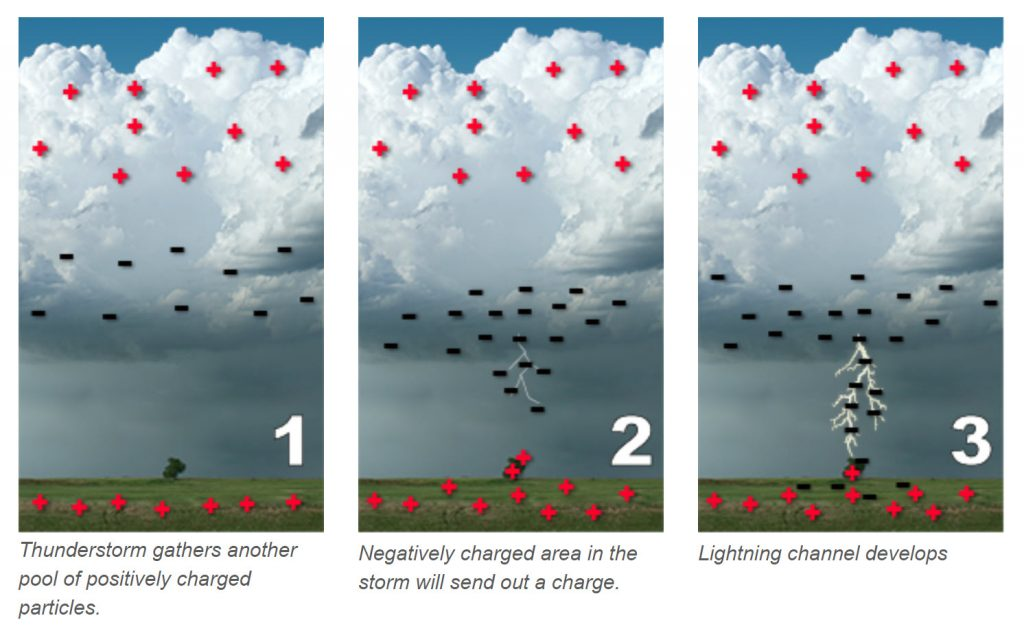
Les trois étapes d'un éclair nuage-sol négatif.

La décharge commence lorsque la première rupture de la rigidité diélectrique de l'air se produit, à partir de la région occupée par les charges négatives, à l'intérieur du nuage, traversé par un canal dans lequel les charges circulent librement. La pointe de la décharge se dirige vers la plus petite concentration de charges positives, à la base du nuage. Par conséquent, une grande quantité d'électrons se déplace vers le bas du nuage, tandis que le canal continue de s'étendre vers le bas, en direction du sol. La pointe de la décharge avance par étapes, de cinquante mètres toutes les cinquante microsecondes. La pointe de l'éclair se partage généralement en plusieurs branches et émet une lumière extrêmement faible à chaque saut de décharge. En moyenne, une charge de cinq coulombs de charges négatives s'accumule dans le canal ionisé de manière uniforme, et le courant électrique est de l'ordre de cent ampères,.

Un éclair nuage-sol au ralenti, pendant un cinquantième de seconde.

Les électrons induisent une accumulation de charges opposées dans la région située juste en dessous du nuage. À partir du moment où elles commencent à se diriger vers le sol, les charges positives ont tendance à être attirées et à se regrouper aux extrémités des objets terrestres. À partir de ces points, l'air est ionisé, faisant apparaître des chemins ascendants similaires, allant à l'encontre du premier chemin descendant,.
Lors du contact avec le sol ou un objet terrestre, les électrons commencent à se déplacer beaucoup plus vite, produisant une luminosité intense entre le nuage et le point de contact. Lorsque les électrons et les branches commencent à prendre de la vitesse et à se déplacer vers le sol, l'ensemble du trajet ionisé s'illumine. La totalité de la charge négative, y compris celle du nuage, se dissipe dans le sol en un flux qui dure quelques microsecondes. Dans cet intervalle, cependant, la température à l'intérieur du chemin atteint plus de trente mille degrés Celsius.
En général, trois ou quatre décharges se produisent en moyenne dans le même éclair, appelées « décharges de retour ultérieures », séparées les unes des autres par un intervalle d'environ cinquante millisecondes. Dans le cas où le nuage contient encore des charges négatives, une nouvelle décharge apparaît, qui se déplace plus rapidement que la décharge initiale car elle suit le chemin ionisé déjà ouvert, atteignant le sol en quelques millisecondes. Cependant, la quantité d'électrons déposés dans les décharges de retour ultérieures est généralement plus faible que dans la première. Alors que le courant de décharge initial est généralement de 30 kiloampères (kA), les décharges ultérieures ont un courant compris entre 10 et 15 kA. En moyenne, trente coulombs sont transférés du nuage au sol,. Il est possible d'observer un éclair principalement grâce aux différentes décharges de retour. En général, la durée moyenne de l'ensemble de ce processus est de 0,2 seconde,.

#### Décharge nuage-sol positive
La foudre ne provient pas toujours des zones chargées négativement d'un nuage. Dans certains cas, des décharges électriques se produisent au sommet de gros cumulonimbus, dont la forme supérieure s'étend horizontalement. Bien qu'ils soient relativement rares, les éclairs positifs ont des caractéristiques particulières. Au départ, le canal précurseur présente une uniformité, différente de ce qui se produit dans une décharge négative. Lorsque le contact est établi, une seule décharge de retour intervient, dont le pic de courant atteint plus de 200 kiloampères, valeur beaucoup plus élevée que pour les éclairs négatifs. Ce processus dure généralement quelques millisecondes. Ce type de décharge offre un potentiel de destruction beaucoup plus important que les décharges négatives, en particulier pour les bâtiments industriels, en raison de la charge importante qu'elle transporte,,.

#### Décharge intra-nuageuse

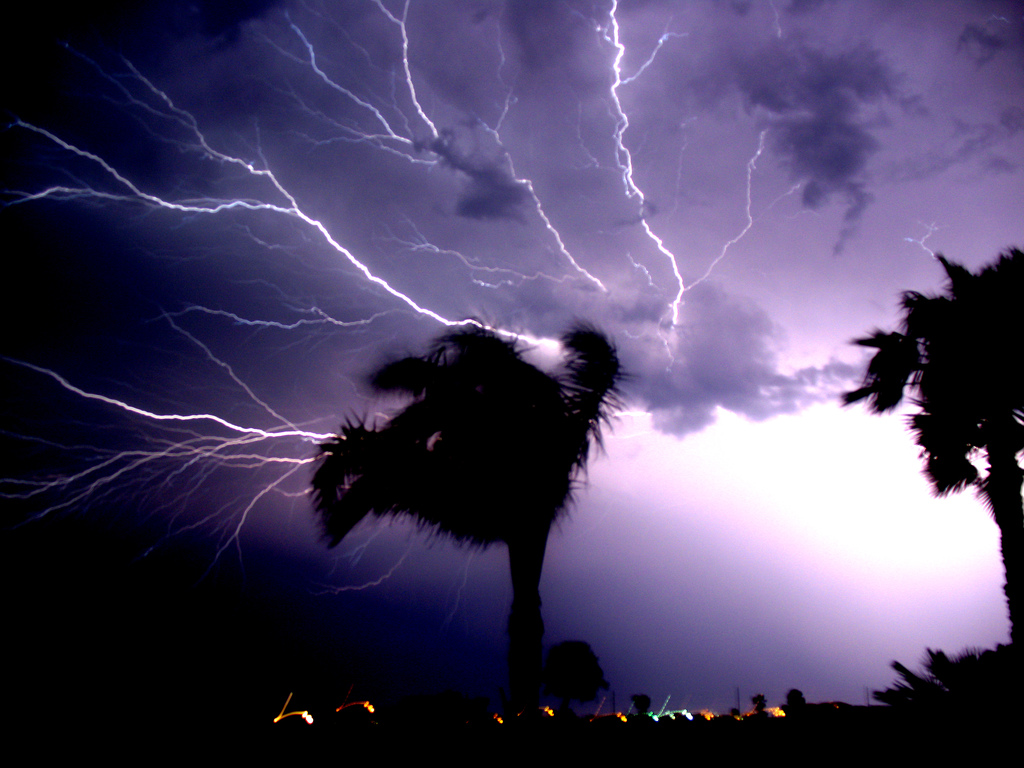
Décharge intra-nuageuse très ramifiée sur l'île Padre, aux États-Unis.

La plupart des éclairs se produisent à l'intérieur des nuages. Un canal précurseur de la décharge apparaît dans le noyau négatif de la partie inférieure du nuage et se poursuit vers le haut, où les charges positives sont généralement concentrées. D'une durée typique de 0,2 seconde, ces décharges ont une luminosité presque continue, marquée par des impulsions éventuellement attribuées aux décharges de retour qui se produisent entre les poches de charge. La charge totale transférée dans une telle décharge est du même ordre que celle des éclairs nuage-sol.
La décharge commence par le mouvement des charges négatives qui forment un canal précurseur dans le sens vertical, qui se développe en 10 à 20 millisecondes et peut atteindre quelques kilomètres de longueur. Lorsqu'il atteint le sommet du nuage, ce canal est divisé en branches horizontales, à partir desquelles se produit le transfert d'électrons depuis la base du nuage. Autour du début du canal de décharge, les charges négatives se déplacent dans sa direction, prolongeant les branches à la base du nuage et augmentant la durée de la décharge. La foudre se termine lorsque la connexion principale entre les parties inférieure et supérieure du nuage est rompue.

#### Décharge nuage-nuage
Des décharges de foudre peuvent se produire entre deux nuages à cause de la différence de potentiel électrique entre différentes régions de ceux-ci. Le processus est similaire à la décharge intra-nuageuse.

#### Décharge sol-nuage

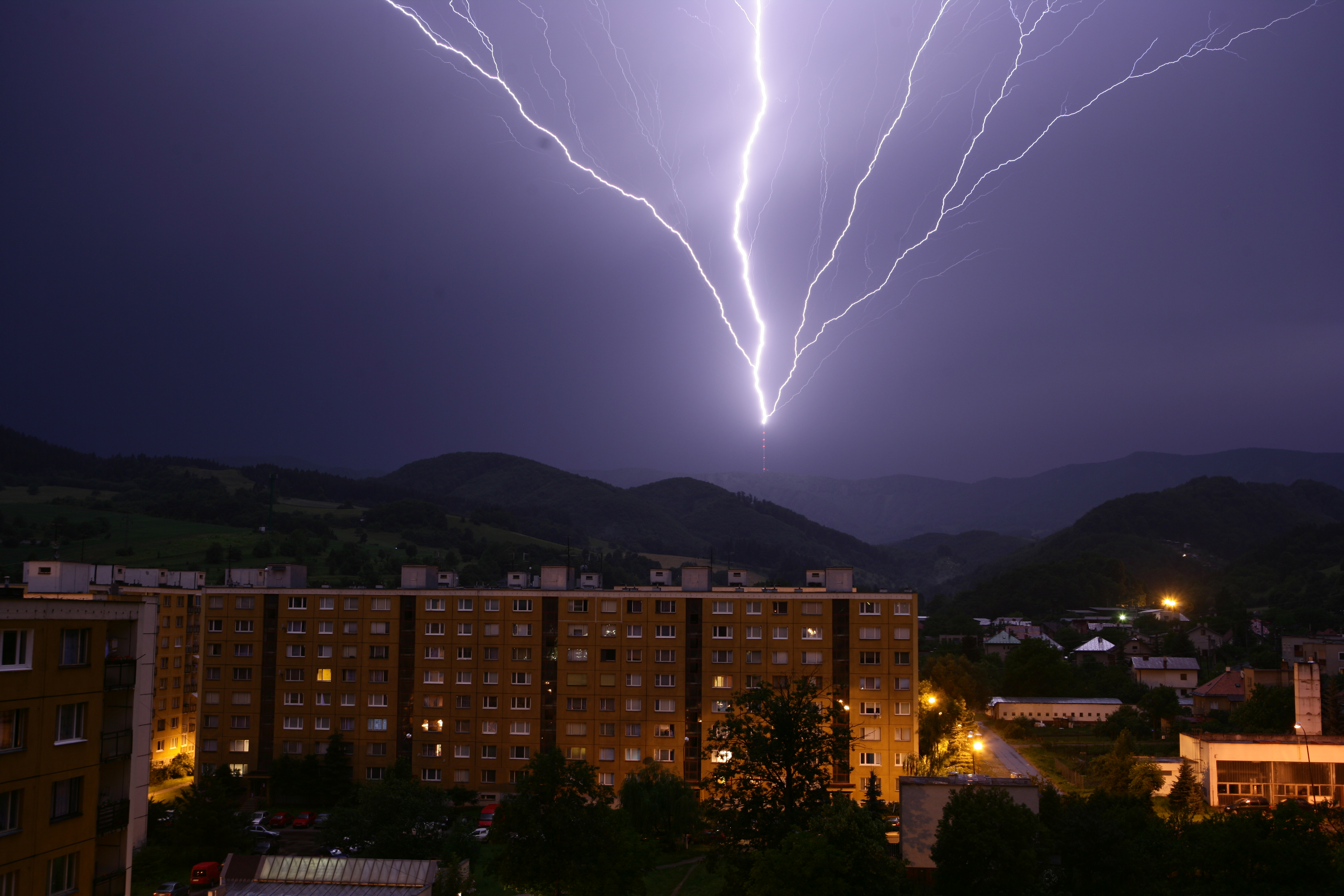
Décharge sol-nuage dans une tour près de Banská Bystrica, en Slovaquie.

Depuis les structures élevées et les sommets des montagnes, des canaux précurseurs de décharge peuvent apparaître et suivre une direction verticale vers le nuage. Dès lors, les charges négatives stockées dans le nuage s'écoulent vers le sol ou, plus rarement, des électrons s'écoulent vers le nuage. En général, le canal précurseur émerge d'un seul point, à partir duquel il se ramifie dans une direction verticale vers le nuage. Son apparition est principalement liée à des structures métalliques, telles que des bâtiments et des tours de communication, dont la hauteur atteint plus de cent mètres et dont les extrémités sont capables de potentialiser le champ électrique induit et donc d'initier une décharge précurseur. Lorsque la connexion est établie, les rejets de retour se produisent d'une manière similaire aux rejets négatifs des nuages au sol,,.

#### Super-éclairs (superbolts) et décharges de la Terre vers l'espace
Il existe des super-éclairs (dits « superbolts »), rares, extrêmement puissants (les plus puissants existants, avec un courant de crête médian d'environ 363 kA, soit 10 fois plus que celui des éclairs normaux). Ils émettent des ondes de très basse fréquence 10 à 1 000 fois plus puissantes dans l'espace que les coups de foudre typiques des ondes électromagnétiques intenses. Ces éclairs qui se développent hors de la troposphère sont détectables et détectées à la fois depuis la Terre et depuis l'espace (par des mesures en mode rafale, à environ 4 000 km d'altitude à l'équateur, par les deux sondes spatiales « Van Allen Probes » Radiation Belt Storm Probes (RBSP), lancées par la NASA le 30 août 2012 pour étudier la météorologie spatiale et les ceintures de radiation Van Allen entourant la Terre (zones riches en particules chargées piégées par le champ magnétique terrestre). Ces super-éclairs ont été identifiés pour la première fois depuis l'espace et, entre 2010 et 2018, par les stations au sol à très basse fréquence du Réseau mondial de localisation des éclairs (WWLLN). Parmi leurs spécificités figurent : un premier pic d'onde au sol plus symétrique, en raison d'un temps de montée plus long, un courant de pic plus élevé, une décroissance plus faible de la densité de puissance électromagnétique dans l'espace avec la distance, et une puissance principalement confinée dans la gamme des très basses fréquences. Leur signal n'est reçu par les sondes Van Allen Probes qu'après un long délai. Ces caractéristiques aident à la compréhension des éclairs et des superbolts, et au phénomène de transmission des ondes ionosphère-magnétosphère, à la propagation des ondes dans l'espace et pour la télédétection des évènements extrêmes.
Ils ont été découverts dans les données optiques de coups de foudre captés et mesurés par le photomètre embarqué à bord des satellites Vela, produisant entre 1011 et 1013 W par éclair,. Avec une telle puissance rayonnée, la température dans le canal central de foudre doit dépasser la température maximale communément acceptée (c'est-à-dire ~3 × 105 K), ce qui a généré un débat sur la compréhension actuelle de l'équilibre énergétique d'une décharge de foudre. Récemment, ses superbolts à fréquence radio (RF) ont été localisés géographiquement, par les stations au sol à très basse fréquence du Réseau mondial de localisation des éclairs (WWLLN). Selon Jean-Francois Ripoll (du CEA) : « fait intéressant, la distribution des emplacements et des temps d'occurrence de ces superbolts n'était pas équivalente à celle des éclairs ordinaires : au lieu de cela, les superbolts se produisaient beaucoup plus souvent au-dessus des océans et des mers, et plus souvent en hiver. L'Atlantique Nord (à l'ouest de l'Europe) et la mer Méditerranée ont certains des taux d'occurrence hivernale les plus élevés de superbolts. Comme pour tout éclair nuage-sol (CG), les superbolts émettent des radiations électromagnétiques dans la bande des très basses fréquences. Ces radiations se propagent dans le guide d'ondes Terre-ionosphère et s'échappent dans la magnétosphère sous forme d'ondes en mode siffleur le long des lignes de champ magnétique de la Terre » (Le mot siffleurs vient du fait que, converties en signaux audio, ces ondes produisent un son qui descend en fréquence, ressemblant à un sifflement, ce qui est dû à une dispersion des ondes, où les fréquences plus basses se déplacent plus lentement que les fréquences plus élevées à travers le plasma de l'ionosphère et de la magnétosphère).
En 2012-2018, 10 724 super-éclairs ont été identifiés par le réseau WWLLN. Le champ électrique médian au carré au sol est en moyenne environ 100 fois plus élevé que pour les éclairs normaux. Et alors que 38 % de la puissance totale (2 kHz–5 MHz) d'un éclair normal se situe dans la gamme VLF (2–12 kHz), pour les super-éclairs, ce taux atteint 68 % (et ce pourcentage augmente avec la puissance de l'éclair). On note que les super-éclairs sont rares durant la journée (ex. : seuls 5 évènements sur 66 mesurés se sont produits entre ~9 h et ~17 h, heure locale, comme pour les ondes générées par des éclairs non-superbolts, ce qui laisse penser que l'ionosphère diurne rend difficile la propagation de toute onde générée par des éclairs dans la magnétosphère).

#### Décharge artificielle

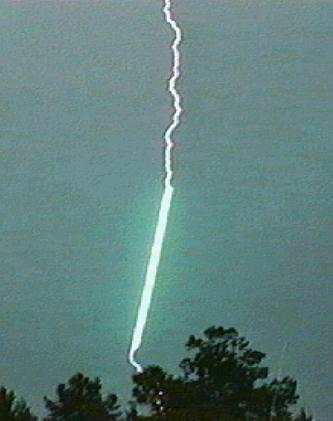
Un éclair artificiel.

La foudre artificielle peut être obtenue au moyen de petites fusées qui, en s'élevant, portent un mince fil métallique connecté. Lorsque l'appareil s'élève, ce fil se déploie jusqu'à ce que, dans de bonnes conditions, une décharge électrique se produise en passant à travers le fil jusqu'au sol. Le fil se vaporise instantanément, mais le chemin emprunté par le courant électrique est généralement rectiligne grâce au cheminement des atomes ionisés laissé par le fil. Il est également possible de créer des éclairs initiés par des faisceaux laser, qui créent des filaments de plasma pendant de courts moments, permettant aux charges électriques de circuler et donnant lieu à une décharge électrique.

### Particularités

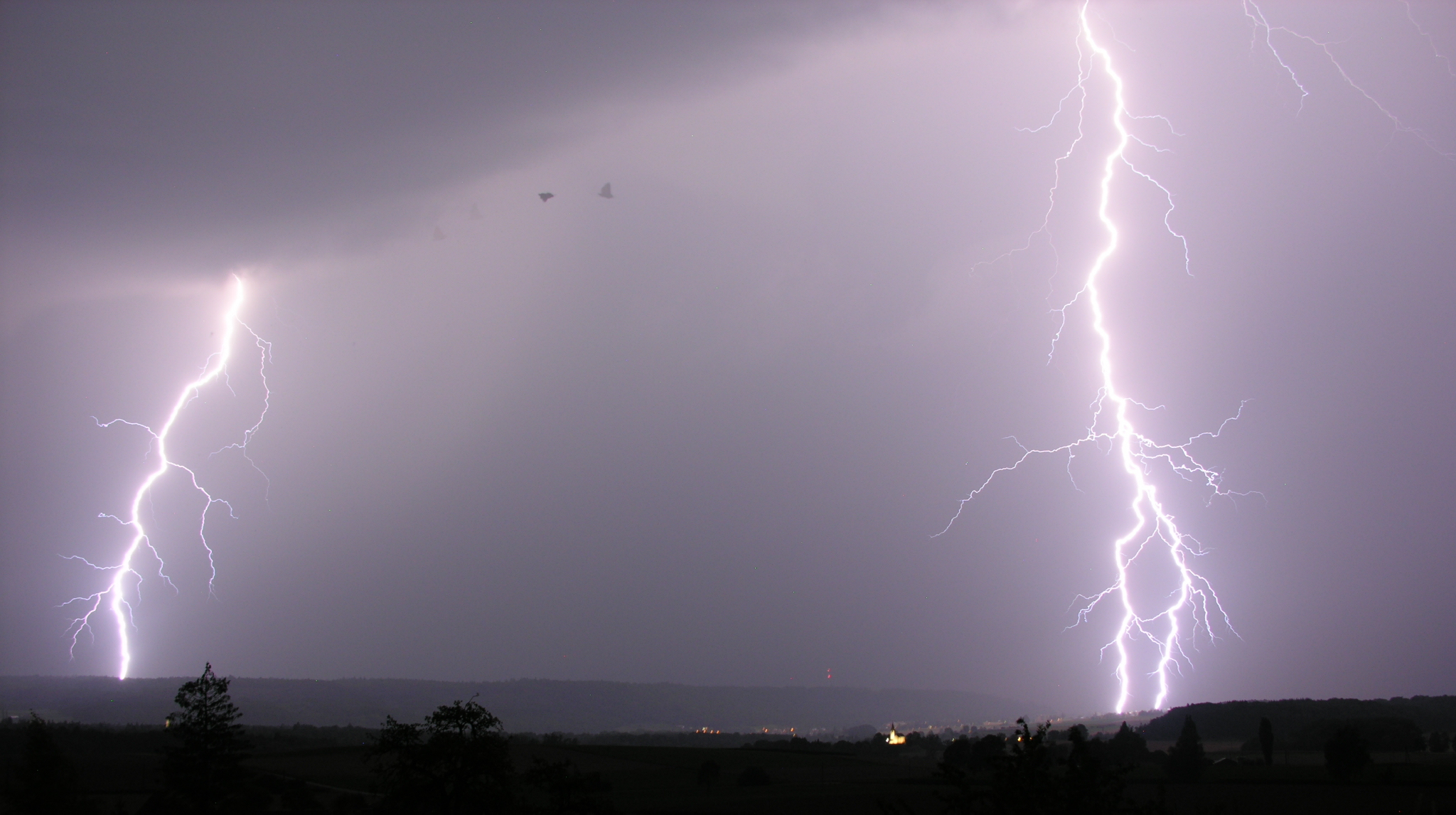
Des éclairs à Schaffhouse, en Suisse. Un oiseau est visible quatre fois sur l'image à cause de l'effet stroboscopique des éclairs.

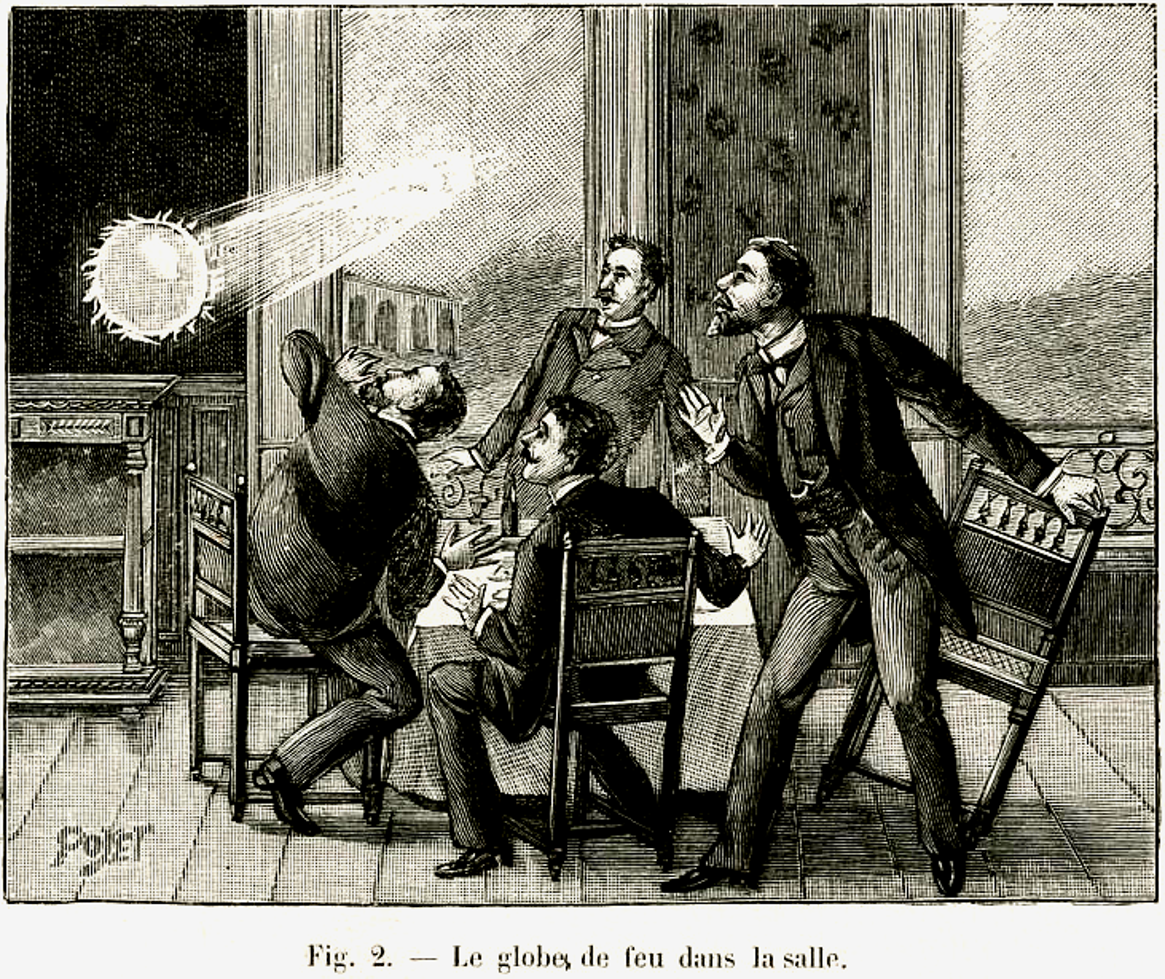
Gravure du XIXe siècle illustrant le phénomène de foudre en boule.

La foudre apparaît généralement de manière intense et brillante, produisant parfois un effet stroboscopique. La luminosité d'un éclair peut être perçue à plusieurs dizaines de kilomètres de distance. S'il n'y a pas de précipitations au site d'observation, on parle souvent de « foudre ou éclair de chaleur » car ce phénomène est généralement associé aux orages estivaux à sommet élevé loin de l'observateur. Lorsqu'un éclair se produit à l'intérieur d'un nuage, la foudre est capable de l'illuminer complètement, éclairant également le ciel,.
Éventuellement, les décharges intra-nuageuses peuvent se manifester sous la forme de canaux extrêmement ramifiés qui s'étendent horizontalement dans les régions les plus élevées du nuage, sur une grande partie de celui-ci. Les éclairs qui sont distribués horizontalement semblent généralement se déplacer plus lentement que la moyenne. Dans les décharges nuage-sol, il est possible que des éclairs à la forme similaire à un ruban se produisent. Ceci est dû à des vents forts qui sont capables de déplacer le canal ionisé. À chaque décharge, l'éclair semble alors se déplacer latéralement, formant des segments parallèles les uns aux autres,.
Les décharges positives, parce qu'elles partent de la partie la plus élevée du cumulus, peuvent s'étendre au-delà de la région de la tempête, dans une région où le temps est stable, à des kilomètres de distance. Le canal de ce type d'éclair peut se déplacer horizontalement sur quelques kilomètres avant de se diriger soudainement vers le sol.
Les décharges de toutes sortes laissent un canal d'air ionisé extrêmement chaud par lequel elles passent. En coupant le flux des charges électriques, le canal restant se refroidit rapidement et se décompose en plusieurs parties plus petites, créant une séquence de points lumineux qui disparaît rapidement. Les segments se forment car le canal n'a pas une épaisseur constante sur toute sa longueur, et les parties plus épaisses prennent plus de temps à refroidir. Ce phénomène est extrêmement difficile à observer, car l'ensemble du processus ne prend qu'une petite fraction de seconde,.
Un phénomène appelé la foudre en boule a également été rapporté. Celle-ci a un diamètre moyen compris entre vingt et cinquante centimètres, semble apparaître lors de tempêtes, a une luminosité moins intense que les autres éclairs et se déplace généralement horizontalement dans une direction aléatoire. Ce phénomène ne dure que quelques secondes. Il subsiste de nombreux doutes quant à son existence, qui n'a pas encore été prouvée, bien qu'il existe de nombreux témoignages historiques, certains rapportant en avoir vu à l'intérieur de bâtiments,,.

### Autres origines

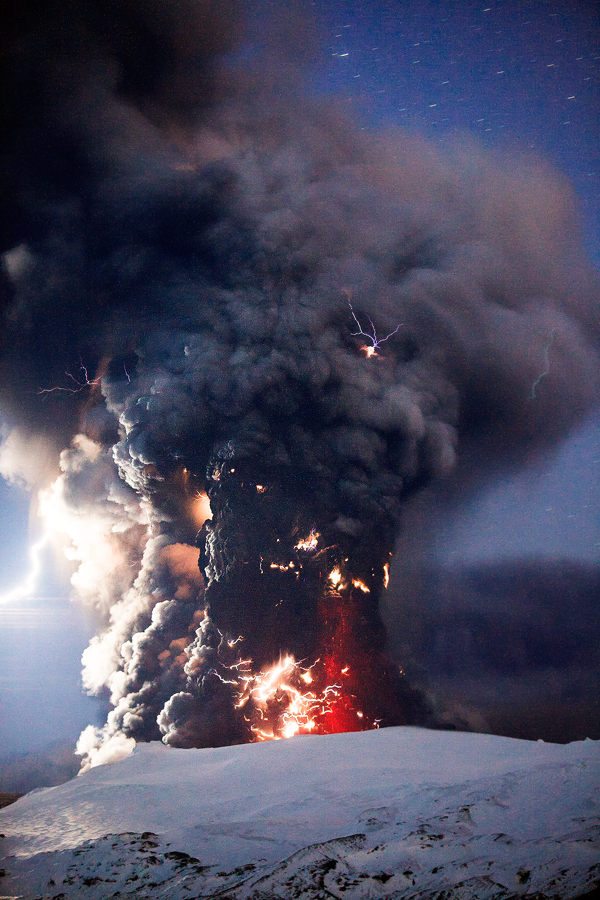
Éclairs lors des éruptions de l'Eyjafjallajökull en 2010.

En plus des tempêtes, les éruptions volcaniques sont une source fréquente de foudre. Pendant l'éruption, les particules de cendres volcaniques entrent en collision les unes avec les autres, et leur frottement génère une accumulation de charges électriques. L'ampleur de l'activité électrique est directement dépendante de la taille du nuage de cendres ; celle-ci dépend quant à elle de l'intensité de l'éruption. Ces décharges électriques, appelées orage volcanique, sont généralement confinées dans le nuage ; peu d'entre elles atteignant des régions plus éloignées. Ils représentent néanmoins une source importante d'interférences pour les transmissions radio et provoquent parfois des feux de forêt,. Il existe également des éclairs provenant de nuages de fumée de grands incendies.
Les explosions thermonucléaires peuvent provoquer des décharges électriques. Ces phénomènes se produisent généralement en transférant des électrons du sol vers l'atmosphère, formant des canaux ionisés de plusieurs kilomètres de long. L'origine de ce phénomène n'est pas connue, mais il est possible que l'émission radioactive de l'explosion ait un rôle à jouer dans ce phénomène.
Les tempêtes de sable sont également des sources de décharges électriques, qui peuvent provenir de la collision entre les particules de sable qui, lorsqu'elles entrent en contact, accumulent des charges et génèrent des décharges.

## Phénomènes connexes

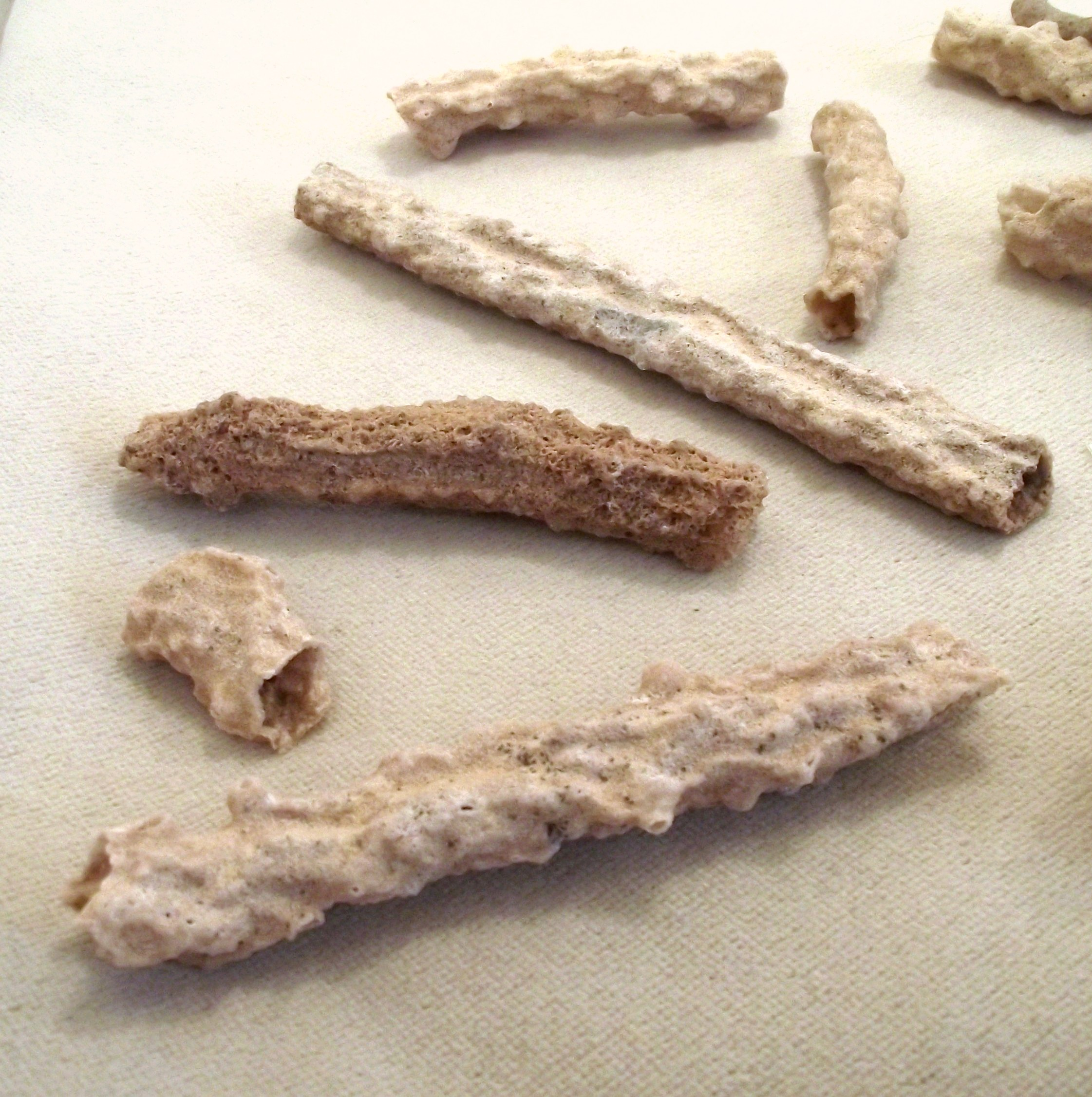
Des fulgurites d'Algérie.

La foudre produit des rayonnements électromagnétiques de différentes fréquences, notamment de la lumière visible, des ondes radio et des rayonnements de haute énergie. Ces rayonnements caractérisent la foudre. L'augmentation de la température dans le canal de la foudre, en revanche, produit des ondes sonores qui forment le tonnerre. La variation du champ électrique de décharge est également à l'origine d'autres types de phénomènes transitoires dans la haute atmosphère. En général, la foudre se produit en plus grand nombre pendant les orages. Lorsqu'une décharge tombe directement sur un sol sablonneux, l'immense température provoque la fusion de ses particules qui, une fois le courant coupé, fusionnent et forment un fulgurite, dont la forme acquise correspond au trajet de la décharge dans le sol.

### Tonnerre
Les ondes sonores provoquées par une décharge électrique caractérisent le tonnerre. Elles sont dues à l'expansion rapide de l'air due au réchauffement du canal de décharge. La fréquence varie entre quelques hertz à quelques kilohertz. L'intervalle de temps entre l'observation de la foudre et la perception du tonnerre est différencié par le fait que la lumière se déplace beaucoup plus vite que le son, qui a une vitesse de 340 mètres par seconde,.
Lorsque la foudre se produit à moins de cent mètres d'un auditeur, le tonnerre se présente comme une onde sonore soudaine de grande intensité qui dure moins de deux secondes, suivie d'une forte détonation qui dure plusieurs secondes jusqu'à ce qu'elle se dissipe. La durée du tonnerre dépend de la forme du faisceau, et les ondes sonores se propagent dans toutes les directions à partir de l'ensemble du canal, ce qui entraîne une grande différence entre la partie la plus proche et la plus éloignée de l'auditeur. Comme l'atmosphère atténue les ondes sonores, le tonnerre associé aux décharges qui se produisent à grande distance devient inaudible lorsqu'il se déplace sur quelques kilomètres et perd ainsi de l'énergie. De plus, le fait que les tempêtes se produisent dans des zones d'instabilité atmosphérique favorise la dissipation de l'énergie sonore,.

### Rayonnement à haute énergie

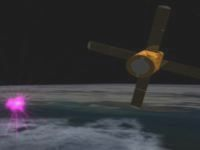
Vue d'artiste de la foudre au-dessus des nuages déclenchant des éclats de rayons gamma.

La foudre produit des rayonnements dans des plages très variées du spectre électromagnétique, allant des ultra-basses fréquences aux rayons X et gamma, en passant par le spectre visible. Les rayons X et gamma sont de haute énergie et résultent de l'accélération des électrons dans un champ électrique intense au moment de la décharge. Ils sont atténués par l'atmosphère, les rayons X étant limités à proximité de l'éclair, tandis que les rayons gamma, bien que leur intensité soit considérablement réduite en fonction de la distance, peuvent être détectés à la fois depuis le sol et depuis des satellites artificiels. Les tempêtes sont généralement associées à l'apparition de flashs de rayons gamma dans la haute atmosphère terrestre. Les satellites, comme AGILE, surveillent l'apparition de ce phénomène, qui a lieu des dizaines de fois tout au long de l'année,,,.
Des modèles suggèrent qu'un type de décharge exotique peut être produit à l'intérieur des tempêtes, dans lequel l'interaction entre les électrons de haute énergie et leur antimatière correspondante, les positons, se produit. Ce processus conduit à la production de particules plus énergisées qui finissent par produire des flambées de rayons gamma. Ces décharges sont extrêmement rapides, plus que les éclairs eux-mêmes et, malgré la grande quantité d'énergie impliquée, n'émettent que peu de lumière. Il est possible que les avions traversant à proximité des tempêtes reçoivent des doses importantes de radiation, bien que des résultats concluants n'aient pas encore été obtenus,.

### Couleurs et longueurs d'onde

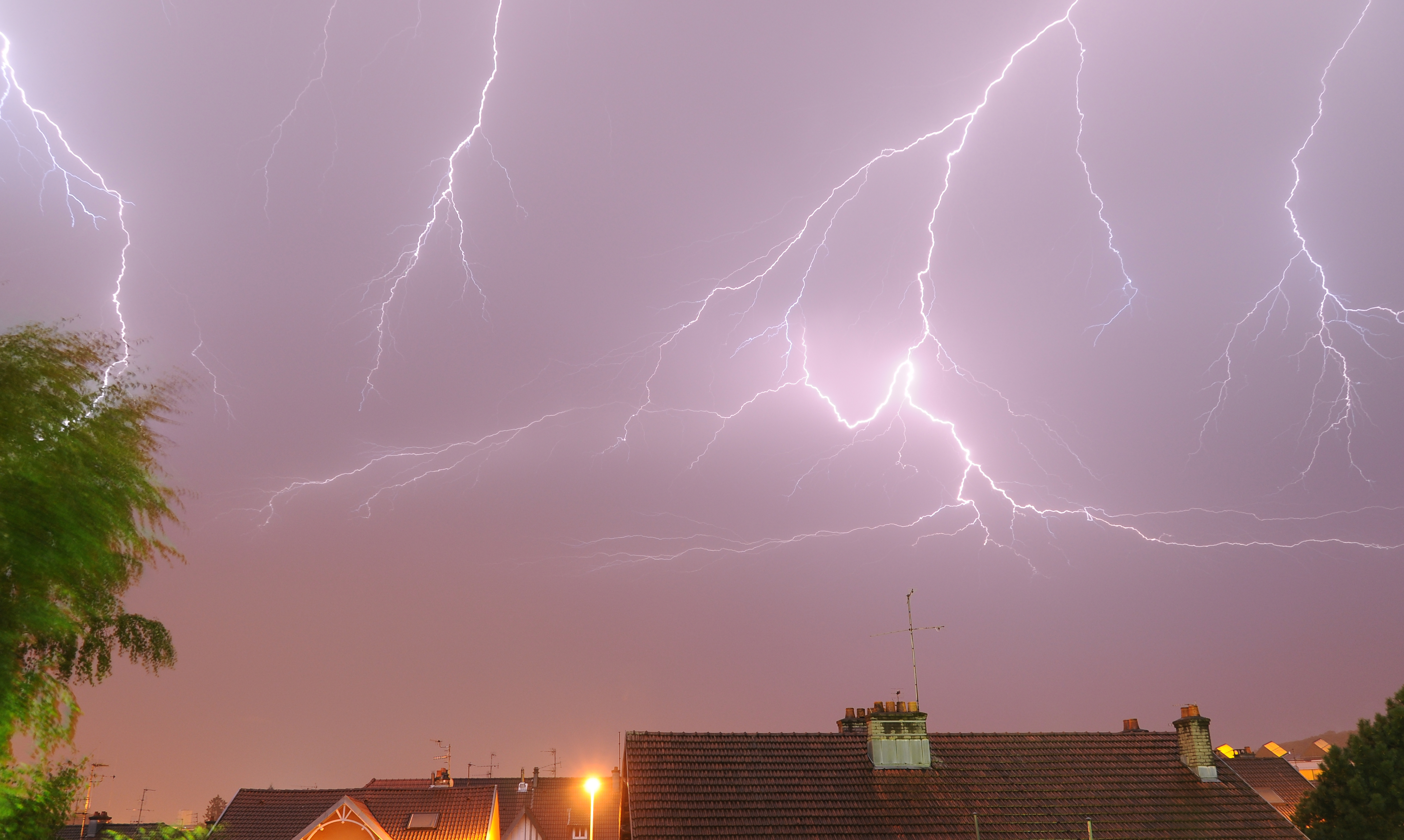
Eclairs à Belfort en France.

Le long du chemin parcouru, la décharge surchauffe les gaz de l'atmosphère et les ionise (la température peut atteindre cinq fois celle de la surface du soleil, soit 30 000 K). Il se forme un plasma conducteur, à l'origine de l'émission soudaine de lumière observable. La couleur de cet éclair dépend de plusieurs facteurs : la densité de courant, la distance de l'observateur à l'éclair, et de la présence de différentes particules dans l'atmosphère. En général, la couleur perçue d'un éclair est blanche dans un air sec, jaune en présence d'une grande quantité de poussières, rouge en cas de pluie, et bleue en présence de grêle.
La perception de couleur blanche de l'éclair est aussi liée à l'ensemble des longueurs d'onde des différents éléments présents dans l'air électrifié. La présence dans l'atmosphère d'oxygène et d'azote contribue à des longueurs d'onde correspondant au vert (508 à 525 nm) et jaune-orange (599 nm) pour l'oxygène et bleu (420 à 463 nm) et rouge (685 nm) pour l'azote.

### Parasites radio
La décharge électrique ne se limite pas aux longueurs d'onde visibles. Elle se reflète dans un large domaine des rayonnements électromagnétiques dont les ondes radios. Comme ces émissions sont aléatoires, on parle de « parasites atmosphériques ». Les ondes créées propagent du bruit blanc qui se superpose aux signaux de télécommunications, ressemblant à un grésillement pour un auditeur. Ces parasites vont des basses fréquences jusqu'aux bandes UHF.

### Résonances de Schumann
Entre la surface de la Terre et l'ionosphère, à quelques dizaines de kilomètres d'altitude, se forme une cavité à l'intérieur de laquelle sont emprisonnés les rayonnements électromagnétiques de très basse fréquence (de l'ordre de quelques hertz). En conséquence, les rayons circulent plusieurs fois autour de la Terre jusqu'à ce qu'ils se dissipent. Dans cette gamme de fréquence, les rayons produisent des radiations, ils sont donc les principales sources pour le maintien de ce phénomène appelé « résonances de Schumann ». La superposition des rayonnements émis à tout moment et les résonances qui en résultent produisent des pics de rayonnement qui peuvent être mesurés. La surveillance de la résonance de Schumann est une méthode importante dans la surveillance de l'activité électrique de la planète liée aux tempêtes et peut donc être utilisée dans l'analyse du climat mondial,,,.

### Phénomène lumineux transitoire

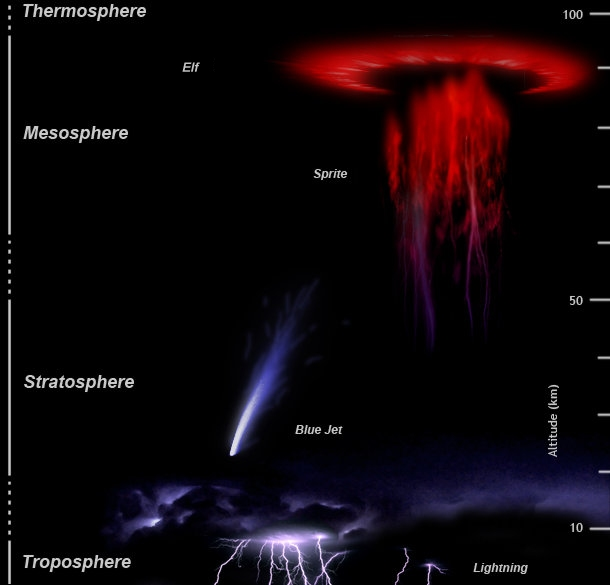
Les différentes formes de phénomènes lumineux transitoires.

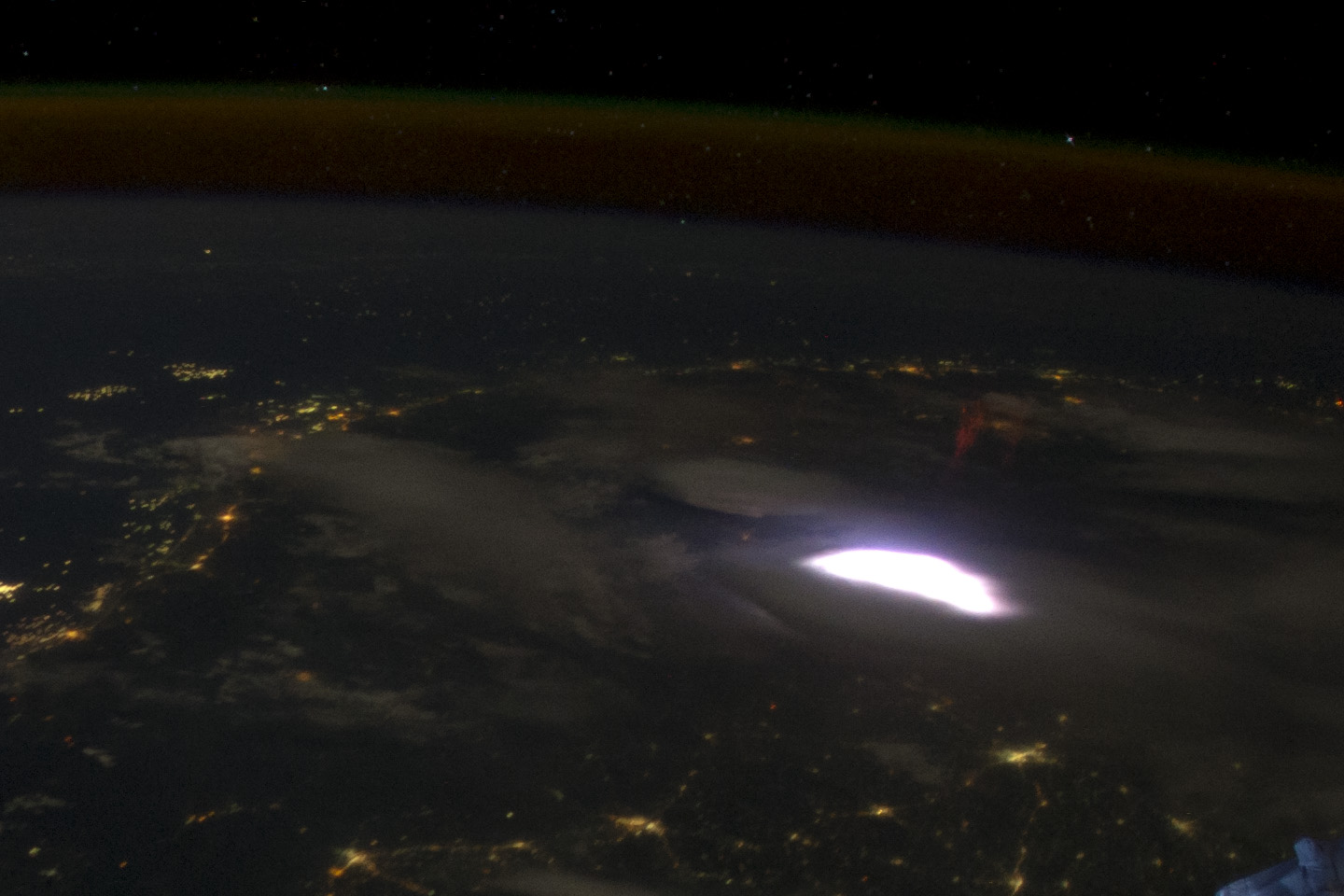
Éclair dans un nuage au-dessus de la Birmanie vu depuis la station spatiale internationale. Juste au-dessus du nuage se trouve un farfadet, en rouge.

Dans la haute atmosphère terrestre, au-dessus des nuages d'orage, des émissions se produisent avec des caractéristiques diverses, collectivement appelées phénomènes lumineux transitoires. Bien qu'elles s'étendent sur des dizaines de kilomètres dans la stratosphère et la mésosphère, il est pratiquement impossible de les observer à l'œil nu en raison, surtout, de leur faible luminosité. Cependant, des caméras installées dans des avions, des satellites ou même au sol, mais pointées sur des tempêtes proches de l'horizon, sont capables de prouver l'existence de ce phénomène. Son origine est attribuée à l'excitation de l'électricité par la variation du champ électrique, en particulier lors d'un éclair nuage-sol.
Parmi les phénomènes transitoires les plus remarquables, on peut citer les farfadets, qui apparaissent immédiatement au-dessus de grands éclairs survenus lors d'un orage, présentant généralement des couleurs rougeâtres et des formes cylindriques qui ressemblent à des tentacules. Les jets bleus, à leur tour, apparaissent au sommet des gros nuages d'orage et se propagent dans une direction verticale jusqu'à une cinquantaine de kilomètres de haut. Les deux ont une durée maximale de quelques millisecondes. Enfin, les elfes (acronyme anglais pour « émission de lumière et perturbations à très basse fréquence par des sources d'impulsions électromagnétiques ») ont une forme de disque et durent quelques millisecondes. Leur origine provient peut-être de la propagation d'une impulsion électromagnétique engendrée au moment des décharges dans le nuage en dessous,,.

## Distribution

### Fréquence des éclairs

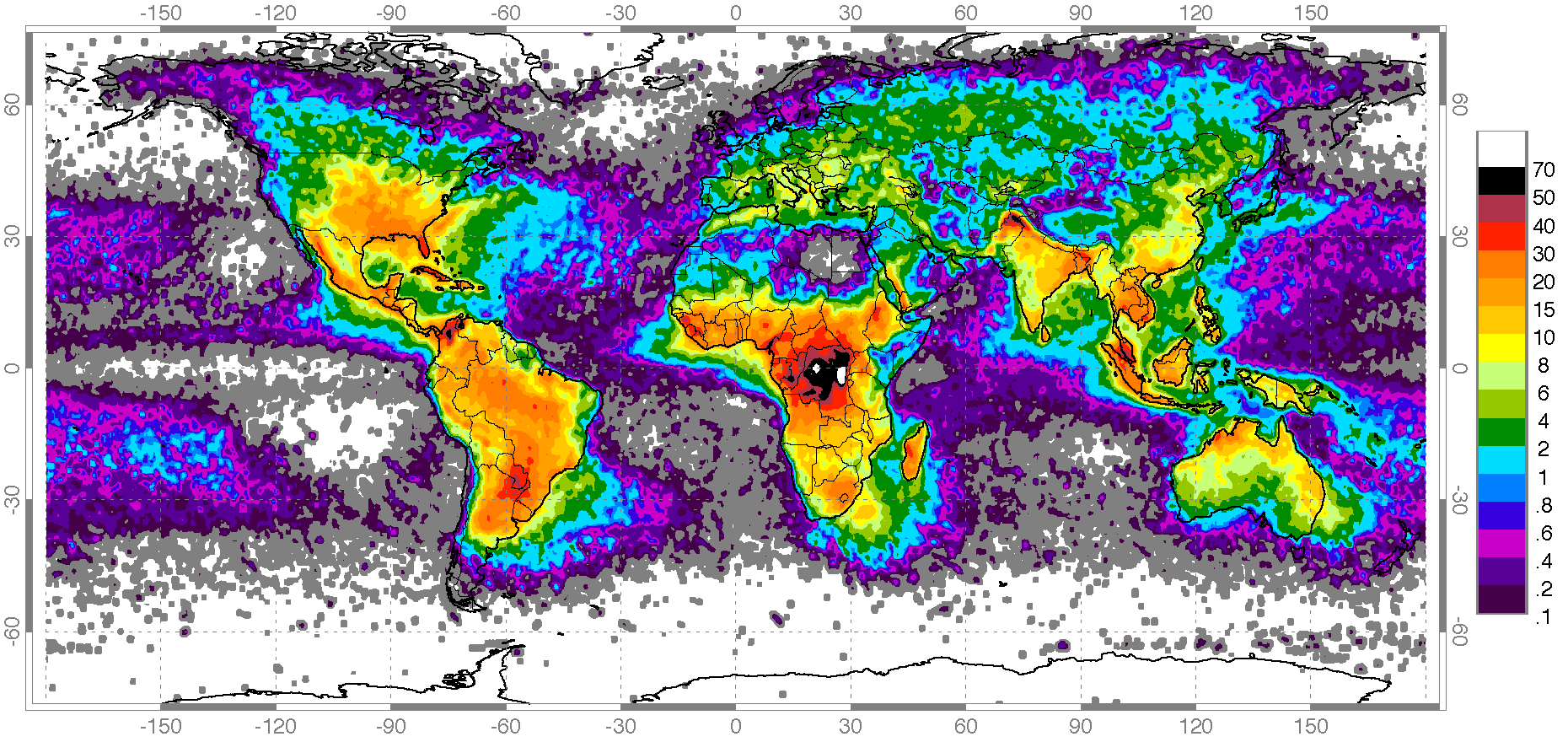
Fréquence des coups de foudre dans le monde par km/an.

Grâce aux observations par satellite, il est possible d'estimer la distribution de la foudre dans le monde entier. En moyenne, entre cinquante et cent coups de foudre sont enregistrés chaque seconde sur la planète, ce qui représente entre un et trois milliards de coups de foudre par an, dont plus de 90 % sont répartis sur les terres émergées. Les données obtenues grâce aux instruments prouvent que la plupart des foudroiements se produisent dans les régions tropicales et subtropicales, principalement en Afrique centrale, en Asie du Sud et du Sud-Est, au centre et au nord de l'Amérique du Sud ainsi qu'au sud des États-Unis. Ainsi, les quatre endroits ayant la plus grande fréquence de coups de foudre selon la NOAA sont : Lagunillas (Lac Maracaibo) au Venezuela (232,52 éclairs/km2 par an), Kabare et Kampene en République démocratique du Congo (respectivement 205,31 et 176,71) et Cáceres en Colombie (172,29).
Les structures élevées ont tendance à recevoir plus de décharges. Par exemple, l'Empire State Building de New York est frappé une vingtaine de fois par an, dont plus de la moitié sont des décharges sol-nuage. La statue du Christ Rédempteur de la ville de Rio de Janeiro reçoit en moyenne six éclairs tout au long de l'année. Dans les régions polaires du Nord et du Sud, en revanche, les éclairs sont pratiquement inexistants.

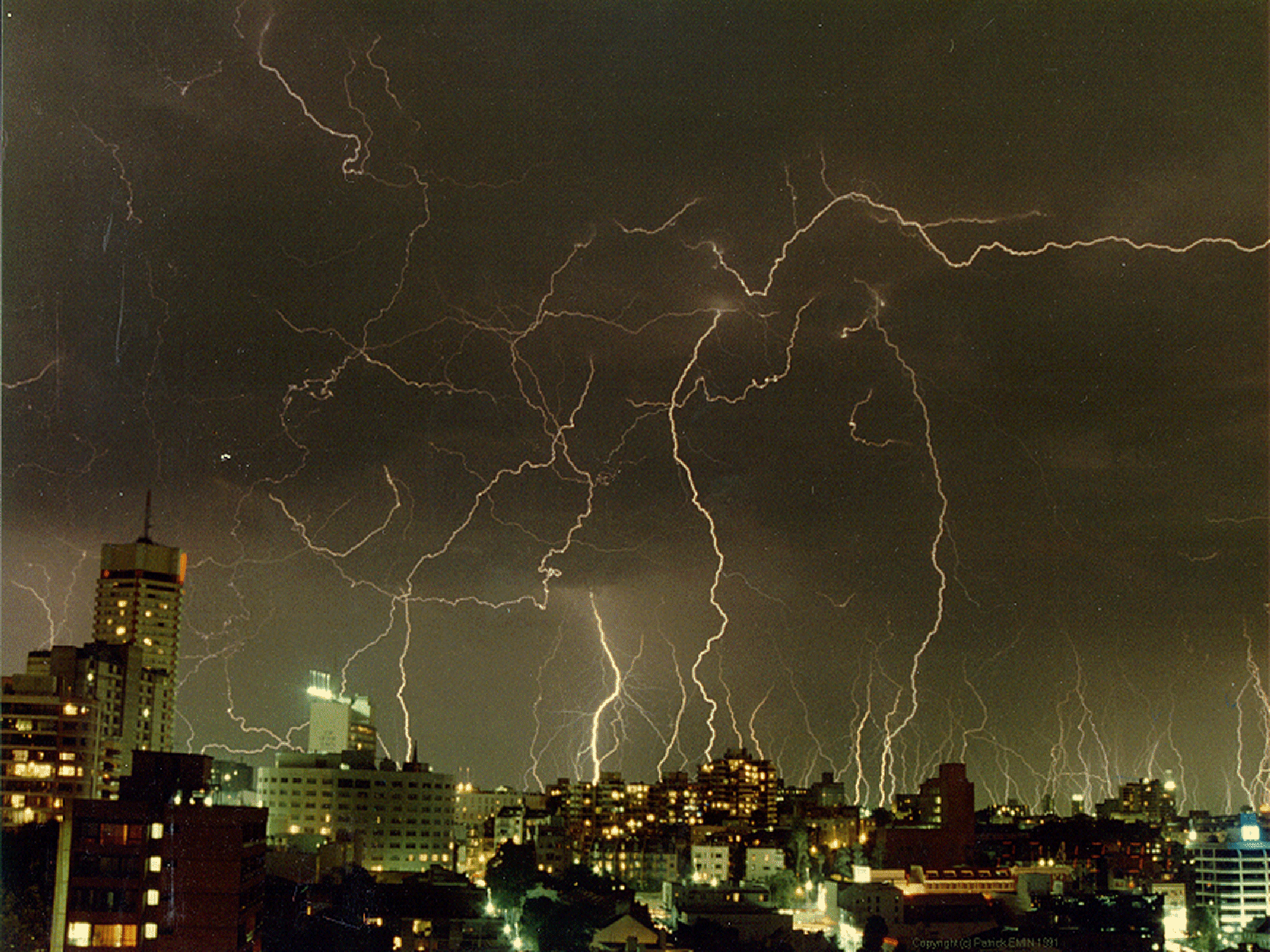
Grande fréquence d'éclairs durant un orage en 1991 à Sydney, en Australie.

L'apparition de la foudre est directement liée aux systèmes convectifs qui, au plus fort de leur activité, peuvent produire plus d'un éclair par seconde. Les tempêtes qui présentent des complexes convectifs de méso-échelle, comme les cyclones tropicaux et les ouragans, atteignent des niveaux extrêmes de décharges électriques, dont le pic atteint plus d'un éclair nuage-sol par seconde. La formation d'orages supercellulaires a également une forte relation avec l'apparition d'éclairs positifs, avec plus de trente occurrences par heure. La relation entre le taux de décharge dans un orage supercellulaire et la formation de tornades n'est pas encore claire. Il est également à noter que des éclairs nuage-sol peuvent se produire exactement en dessous de l'endroit où le nuage présente son altitude maximale, bien que cette relation n'ait pas encore été confirmée pour tous les types de tempêtes, en particulier celles qui se produisent au-dessus de l'océan. Bien que la foudre soit toujours associée aux orages, et que ceux-ci produisent de la pluie, la relation directe entre les deux phénomènes n'est pas connue. Dans les régions tropicales, l'activité électrique se concentre principalement pendant les mois d'été.
Il est possible que le réchauffement climatique entraîne une augmentation de l'incidence de la foudre dans le monde entier. Cependant, les prévisions diffèrent de 5 à 40 % de l'incidence actuelle pour chaque degré Celsius d'augmentation moyenne de la température atmosphérique.
Un modèle mathématique développé par Marcia Baker, Hugh Christian et John Latham permet d'estimer la fréquence des éclairs, représentée par la lettre {\displaystyle f}. Selon le modèle, celle-ci est proportionnelle à la réflectivité radar {\displaystyle Z} et la largeur du mouvement ascendant {\displaystyle R} et dépend également de la concentration de cristaux de glace et de granulés de neige roulée dans le nuage. Dans certains cas, la fréquence des éclairs est également proportionnelle à la puissance d'un nombre élevé de la vitesse des mouvements d'air ascendants {\displaystyle w}. La puissance considérée est généralement six, soit {\displaystyle w^{6}}. Selon un autre modèle, valable pour les orages tropicaux, la fréquence de la foudre est proportionnelle à la puissance cinq de la profondeur du front froid. La profondeur du front froid, représentant la différence entre l'altitude du sommet de l'orage tropical et celle du point où il fait 0 °C, est quant à elle proportionnelle au taux de charge et à l'électricité statique stockée dans les nuages convectifs.

### Détection et surveillance

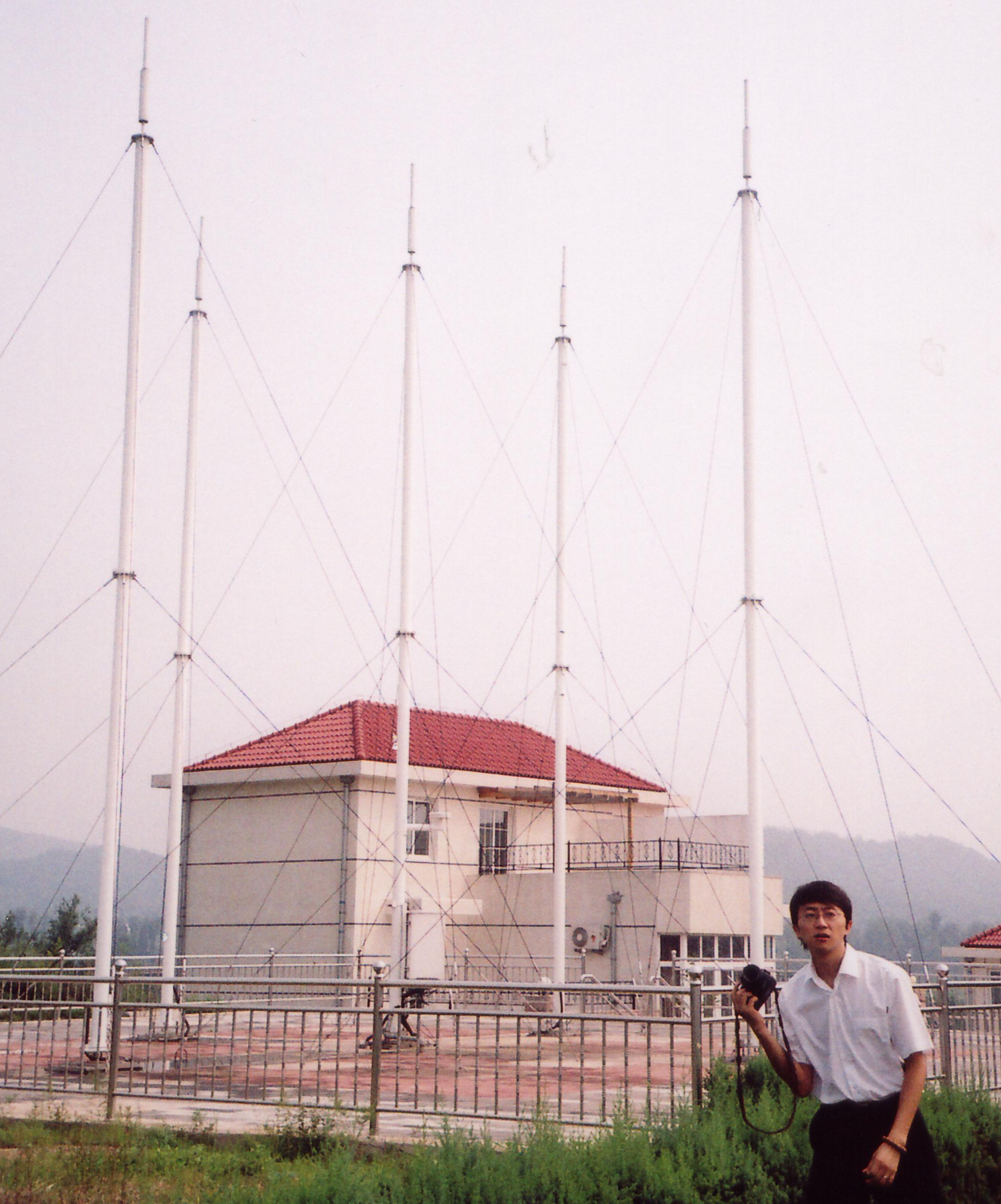
Antennes faisant partie d'un réseau de détection de la foudre en Chine. Ce réseau peut détecter les éclairs en trois dimensions dans les orages.

La plus ancienne technique d'analyse de la foudre, utilisée depuis 1870, est la spectroscopie, qui consiste en la décomposition de la lumière à différentes fréquences. Cette méthode a permis de déterminer la température à l'intérieur d'un éclair, ainsi que la densité des électrons du canal ionisé. Il existe également des systèmes d'appareils utilisés depuis 1920 qui ont pour principe la détection du rayonnement électromagnétique de la foudre, ce qui permet de déterminer, en plus de son emplacement, son intensité et sa forme. Des appareils capables de mesurer directement le courant électrique incident sont généralement installés aux endroits où l'incidence de la foudre est élevée, en particulier dans de hauts bâtiments et au sommet des montagnes.
L'utilisation de caméras a permis l'analyse systématique des étapes d'une décharge électrique. La foudre ayant une durée très courte, les caméras haute vitesse sont fondamentales pour détecter les intervalles de temps dans lesquels les charges brisent la rigidité diélectrique de l'air et transfèrent des charges électriques entre deux régions, surtout après avoir comparé les images avec la variation du champ électromagnétique. Dans les hautes structures, comme les bâtiments et les tours de communication, des capteurs sont installés afin de permettre une évaluation directe de la quantité de charges qui les traversent pendant un orage. Pour surveiller les rejets sur une grande surface, des réseaux de capteurs stratégiquement installés ont été créés afin de détecter avec précision l'emplacement des ondes électromagnétiques émanant des décharges. Cependant, en envoyant des satellites capables de comptabiliser toutes les décharges à l'échelle mondiale, il a été possible d'obtenir la dimension réelle de l'activité électrique de la planète.
Les dispositifs envoyés à l'intérieur de nuages fournissent des données importantes concernant la répartition des charges d'un nuage. Des ballons-sondes, des petites fusées et des avions correctement équipés sont délibérément déployés dans les orages, se faisant alors frapper des dizaines de fois par des décharges.
Il existe également des systèmes de détection au sol. Le moulin à champ est un instrument de mesure de champ électrique statique. En météorologie, cet instrument permet, grâce à l’analyse du champ électrostatique au-dessus de lui, de signaler la présence d'un nuage électriquement chargé traduisant l'imminence de la foudre,. Il existe également des réseaux d’antennes réceptrices qui reçoivent un signal radio généré par la décharge. Chacune de ces antennes mesure l'intensité de l'éclair ainsi que sa direction. Par triangulation des directions tirées de toutes les antennes, il est possible de déduire la position de la décharge. Le laser téramobile peut servir à frayer à la foudre un chemin rectiligne, il a également permis d'engendrer des éclairs et les guider sur plusieurs mètres mais n'a pu les guider jusqu'au sol.
Des systèmes mobiles à une antenne directionnelle peuvent déduire la direction et l’intensité du coup de foudre ainsi que sa distance par l’analyse de la fréquence et de l’atténuation de l'amplitude du signal. Des satellites artificiels en orbite géostationnaire peuvent également mesurer des éclairs produits par des orages en balayant la zone de vision en cherchant des flashs lumineux. Entre autres, les séries de satellites GOES et Météosat se situent à environ 36 000 km de la Terre. À cette distance, l'épaisseur de l'atmosphère peut être négligée et la position peut être déduite en latitude et longitude directement.
Les réseaux de détecteurs de foudre sont utilisés par les services météorologiques comme le Service météorologique du Canada, Météo-France et le National Weather Service américain pour suivre les orages et prévenir les populations,,. D'autres utilisateurs privés et gouvernementaux les utilisent également, dont en particulier les services de préventions des feux de forêts, les services de transport d'électricité, comme Hydro-Québec, et les usines d'explosifs,.

## Dangers et protections

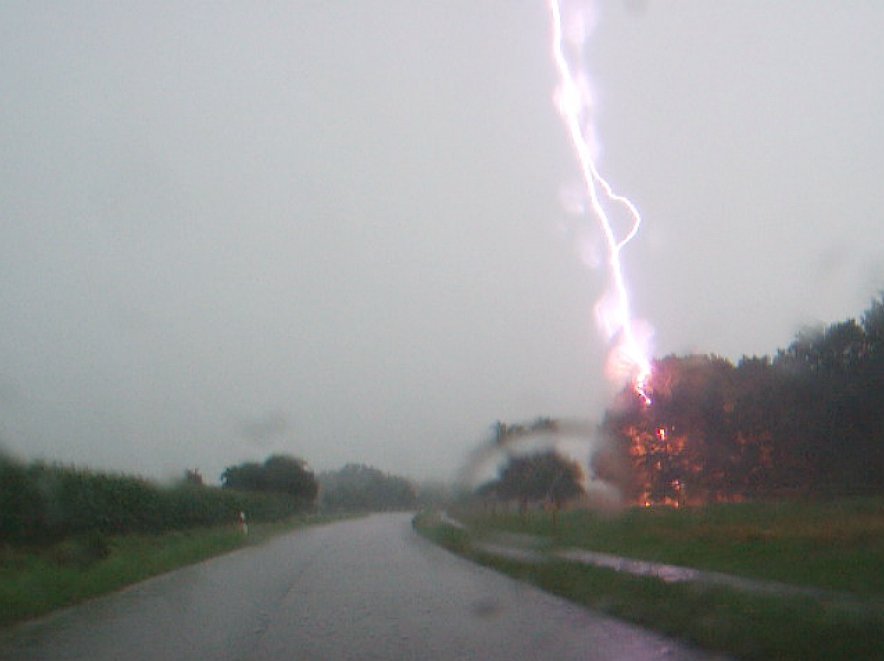
Un arbre touché par la foudre.

La foudre tombe souvent sur le sol, de sorte que les infrastructures non protégées sont sujettes à des dommages causés par les décharges électriques. L'ampleur des dommages causés dépend en grande partie des caractéristiques du site sur lequel la foudre s'abat, notamment de sa conductivité électrique, mais aussi de l'intensité du courant électrique et de la durée de la décharge. Les ondes sonores générées par la foudre causent généralement des dommages relativement mineurs, comme des bris de verre. Lorsqu'un objet est frappé, le courant électrique augmente énormément sa température, de sorte que les matériaux combustibles présentent des risques d'incendie.

### Pour l'humain
Il n'existe pas de données fiables sur le nombre de décès liés à la foudre survenus dans le monde, car de nombreux pays ne tiennent pas compte de ce type d'accident. Cependant, la zone à risque se trouve parmi les tropiques, où vivent environ quatre milliards de personnes. Au Brésil, 81 personnes sont mortes de décharges électriques en 2011, dont un quart dans le Nord du pays. Selon les chercheurs de l'INPE, le nombre de décès est directement lié au manque d'éducation de la population vis-à-vis de la foudre. Dans la région du sud-est, par exemple, le nombre de décès a diminué, même avec l'augmentation de l'incidence de la foudre. Dans le pays, la plupart des personnes touchées se trouvent à la campagne, exerçant des activités agricoles et utilisant des objets en métal tels que des houes et des machettes. La deuxième cause principale est la proximité de véhicules métalliques et l'utilisation de motos ou de vélos pendant une tempête.

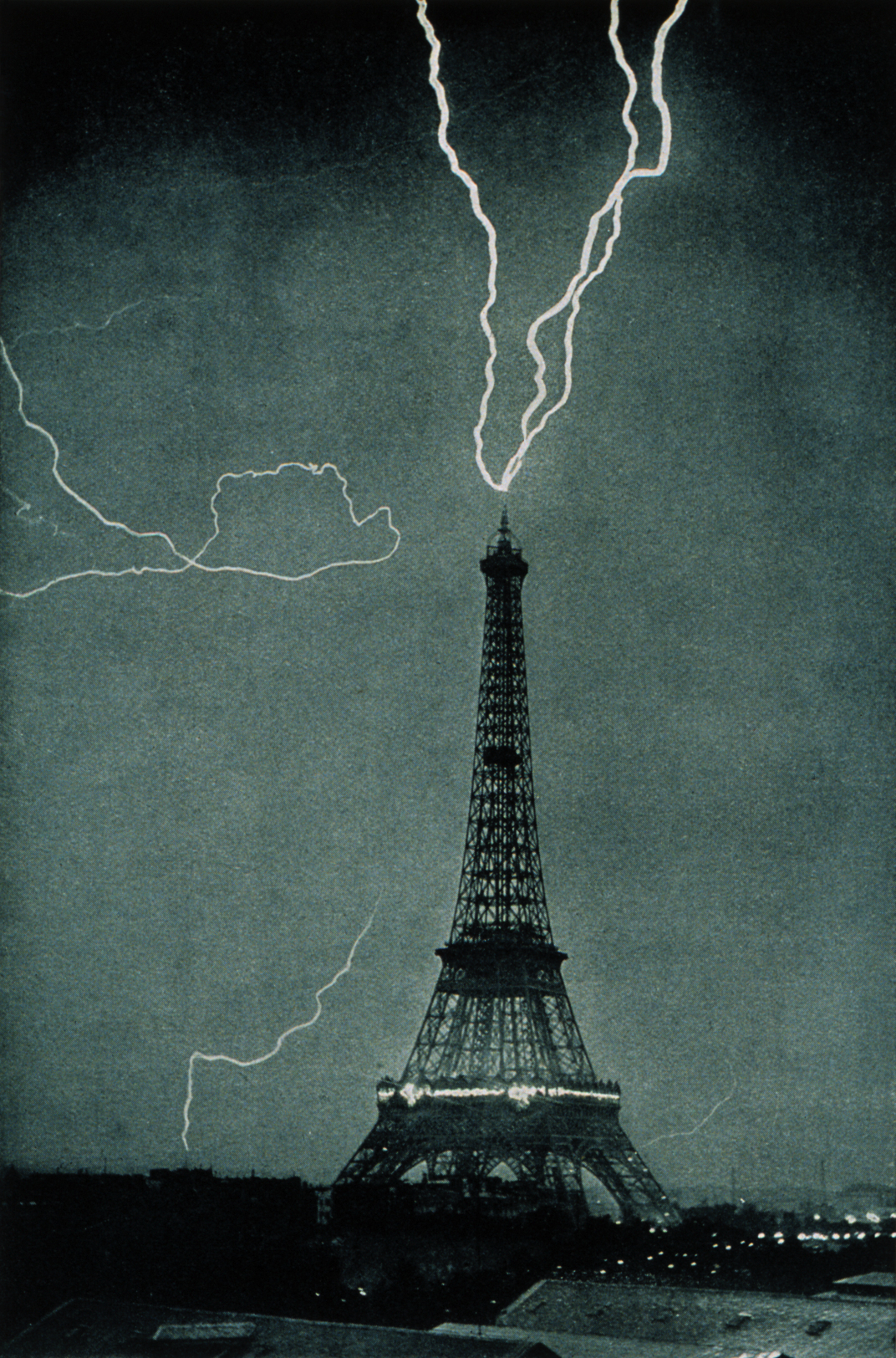
Éclair frappant la tour Eiffel en 1902.

En cas de tempête, la meilleure forme de protection personnelle est de chercher un abri. Les maisons et bâtiments fermés, en particulier ceux qui sont équipés de systèmes de protection contre les décharges électriques, sont les plus sûrs. Les véhicules en métal, tels que les voitures et les bus, offrent une protection raisonnable, mais leurs fenêtres doivent être fermées et tout contact avec des éléments métalliques doit être évité. Il est recommandé d'éviter de se tenir à proximité d'arbres isolés, de tours métalliques, de poteaux et de clôtures métalliques afin d'amoindrir les chances de se faire toucher par la foudre. Il est fortement recommandé, dans les situations à risque, de ne pas rester dans les champs, les piscines, les lacs et l'océan. À l'intérieur des bâtiments, il convient d'éviter l'utilisation de tout équipement dont la surface conductrice s'étend aux zones extérieures, comme les équipements électriques et les conduites d'eau.
La foudre peut blesser les gens de plusieurs façons : par une décharge directe à travers le corps, par le courant causé par une décharge à proximité ou par le contact avec un objet conducteur frappé par la foudre. Les symptômes légers d'un choc de foudre comprennent la confusion mentale, la surdité, la cécité temporaires, et des douleurs musculaires. Dans ces cas, la guérison complète est généralement possible. Dans les cas modérés, des troubles mentaux, des déficiences motrices, des brûlures au premier et au deuxième degré peuvent affecter les victimes. Le rétablissement est possible, mais il est probable que des séquelles subsistent, telles que des confusions mentales, des difficultés psychomotrices et des douleurs chroniques. Enfin, les graves dégâts causés par les décharges électriques entraînent, entre autres, un arrêt cardiaque, des lésions cérébrales, de graves brûlures et une surdité permanente. Le patient présente, la plupart du temps, des séquelles irréversibles qui affectent principalement le système nerveux. En moyenne, une personne sur cinq touchée par la foudre meurt en conséquence,.

### Pour l'aviation
Les risques dans l'aviation sont moindres mais pas pour autant inexistants. Les avions réagissent aux éclairs de la même manière qu'une cage de Faraday — le courant circule uniquement dans le fuselage —, et, lorsqu'un avion est touché par un éclair, celui-ci entre généralement par un point pointu de l'appareil, tels que le nez, et sort à la queue. Il peut arriver que la carlingue de l'avion soit brûlée ou fondue aux points d'impact de l'éclair, mais ces dommages ne présentent pas de risques pour les passagers de l'avion et il peut même arriver de ne pas sentir le choc,. Lors d'un incident rarissime de planeurs survenu en Angleterre, l'aéronef a été fortement endommagé par une décharge dite « positive » en plein vol.
Les parties les plus à risque sont l'électronique de bord et les réservoirs d'essence de l'avion. La protection de ces derniers est devenue apparente à la suite du vol Pan Am 214, qui s'est écrasé en 1963 après qu'un éclair ait créé une étincelle dans le réservoir de l'avion. Les réservoirs et l'électronique sont sécurisés par une mise à terre assurée par des déperditeurs, en bout d'aile,.
La foudre peut également rendre confus les pilotes d'un avion. En effet, durant le vol Loganair 6780, après que l'avion ait été frappé par la foudre, les pilotes ont ignoré les modes de contrôles précédemment activés en pensant que la décharge avait endommagé l'électronique de l'avion. En réalité, l'appareil n'a connu aucun dégât, et les pilotes ont passé le reste du vol à compenser les effets du pilote automatique, alors fonctionnel.

### Pour les réseaux électriques
Les lignes à haute tension du réseau électrique sont des éléments vulnérables, et il existe de nombreux cas de pannes, dont les plus notables sont la panne new yorkaise de 1977 et la panne de 2009 au Brésil et au Paraguay,. Une décharge sur une ligne transmet des pics de haute tension sur de longues distances, endommageant gravement les appareils électriques et créant des risques pour les utilisateurs. Cependant, la plupart des dommages causés aux équipements proviennent des effets de l'induction électromagnétique, dans laquelle la décharge, lorsqu'elle passe à travers un conducteur électrique près d'un fil de transmission, induit des courants et des tensions de pointe. L'induction électrostatique du flux de charges au moment du contact avec la foudre provoque des étincelles et des pics de tension qui peuvent être dangereux selon les circonstances. Les câbles souterrains sont également sujets à l'apparition de courants indésirables. Les équipements de protection visent à rediriger ces courants vers la terre. Le parafoudre est l'un des équipements les plus utilisés. Il est formé par une tige métallique reliée à la terre qui conduit la foudre en toute sécurité jusqu'à celle-ci,.

## Records
Le 25 juin 2020, l'Organisation météorologique mondiale (OMM) a annoncé l'enregistrement de deux records de foudre : le plus long en distance parcourue, et le plus long en durée, appelés « mégas éclairs ». Le premier, dans l’État du Rio Grande do Sul, dans le Sud du Brésil, a couvert 709 km sur une ligne horizontale, coupant le nord de l'État le 31 octobre 2018, soit plus du double du précédent record, enregistré dans l’État de l'Oklahoma, aux États-Unis, avec 321 km (durée de 5,7 s). Le 31 juillet 2025, l'OMM a annoncé que ce record était réattribué, après une révision des données satellitaires, à un méga éclair enregistré le 22 octobre 2017 ayant parcouru 829 km (à 8 km près) entre l'est du Texas et les alentours de Kansas City.
L'éclair ayant duré le plus longtemps enregistré en juillet 2025, d'une durée de 17,102 secondes, a eu lieu le 18 juin 2020, entre l'Uruguay et le nord de l'Argentine. Le précédent record de  16,73 secondes s'était produit en Argentine, à partir d'une décharge qui a débuté dans le nord du pays le 4 mars 2019, soit également plus du double du précédent record, qui était de 7,74 secondes, enregistré en Provence-Alpes-Côte d'Azur, en France, le 30 août 2012.
L’éclair direct le plus meurtrier a tué 21 personnes abritées dans une hutte (1975, au Zimbabwe) et l’impact indirect le plus dévastateur est le déversement de carburant en feu après un impact sur un dépôt pétrolier stratégique initialement de l'Armée de terre égyptienne, tuant 469 personnes le 2 novembre 1994, à Durunka (en) dans le Gouvernorat d'Assiout en Égypte.
Roy Sullivan (en), un garde forestier au parc national de Shenandoah, détient le record du nombre de foudroiement pour un homme. Entre 1942 et 1977, Sullivan est frappé par la foudre à sept reprises et survit à chacune d'entre elles.

## Récupération de l'énergie
L'utilisation de l'énergie de la foudre a été tentée depuis la fin des années 1980. En un seul éclair, une énergie électrique d'environ 280 kWh est déchargée. Cela correspond à environ 1 GJ, soit l'énergie d'environ 31 litres d'essence. Cependant, moins d'un dixième de cette énergie atteint le sol, et ce de façon sporadique autant en termes d'espace que de temps,. Il a été proposé d'utiliser l'énergie de la foudre pour produire de l'hydrogène à partir de l'eau, d'utiliser l'eau rapidement chauffée par la foudre pour produire de l'électricité ou de capter une fraction sûre de l'énergie par des inducteurs placés à proximité,.
En été 2007, une entreprise d'énergie renouvelable, Alternate Energy Holdings, a testé une méthode d'utilisation de l'énergie de la foudre. Ils ont acheté la conception du système à Steve LeRoy, un inventeur de l'Illinois, qui a affirmé qu'un petit éclair artificiel pouvait éclairer une ampoule de 60 watts pendant 20 minutes. La méthode implique une tour pour capter la grande quantité d'énergie et un très grand condensateur pour la stocker. Selon Donald Gillispie, le PDG d'Alternate Energy Holdings, « nous n'avons pas réussi à le faire fonctionner, […] cependant, avec suffisamment de temps et d'argent, nous pourrions probablement élargir le modèle […]. Ce n'est pas de la magie noire, c'est juste des mathématiques et des sciences, et cela pourrait devenir réalité ».
D'après Martin A. Uman (en), co-directeur du laboratoire de recherche sur la foudre à l'université de Floride et scientifique de premier plan dans le domaine de la foudre, peu d'énergie atteint le sol et il faudrait des dizaines de « tours à foudre » comparables à celles de l'Alternate Energy Holdings pour allumer cinq ampoules de 100 watts pendant un an. Interrogé par The New York Times à ce sujet, il a déclaré que la quantité d'énergie dans un orage était comparable à celle de l'explosion d'une bombe atomique, mais qu'en même temps, la tentative de capter l'énergie de la surface de la terre était « sans espoir »,. En plus de la difficulté à stocker autant d'énergie rapidement, un autre défi majeur est de prévoir quand et où les orages se produiront ; même pendant un orage, il est très difficile de prévoir où exactement la foudre frappera.

## Dans la culture

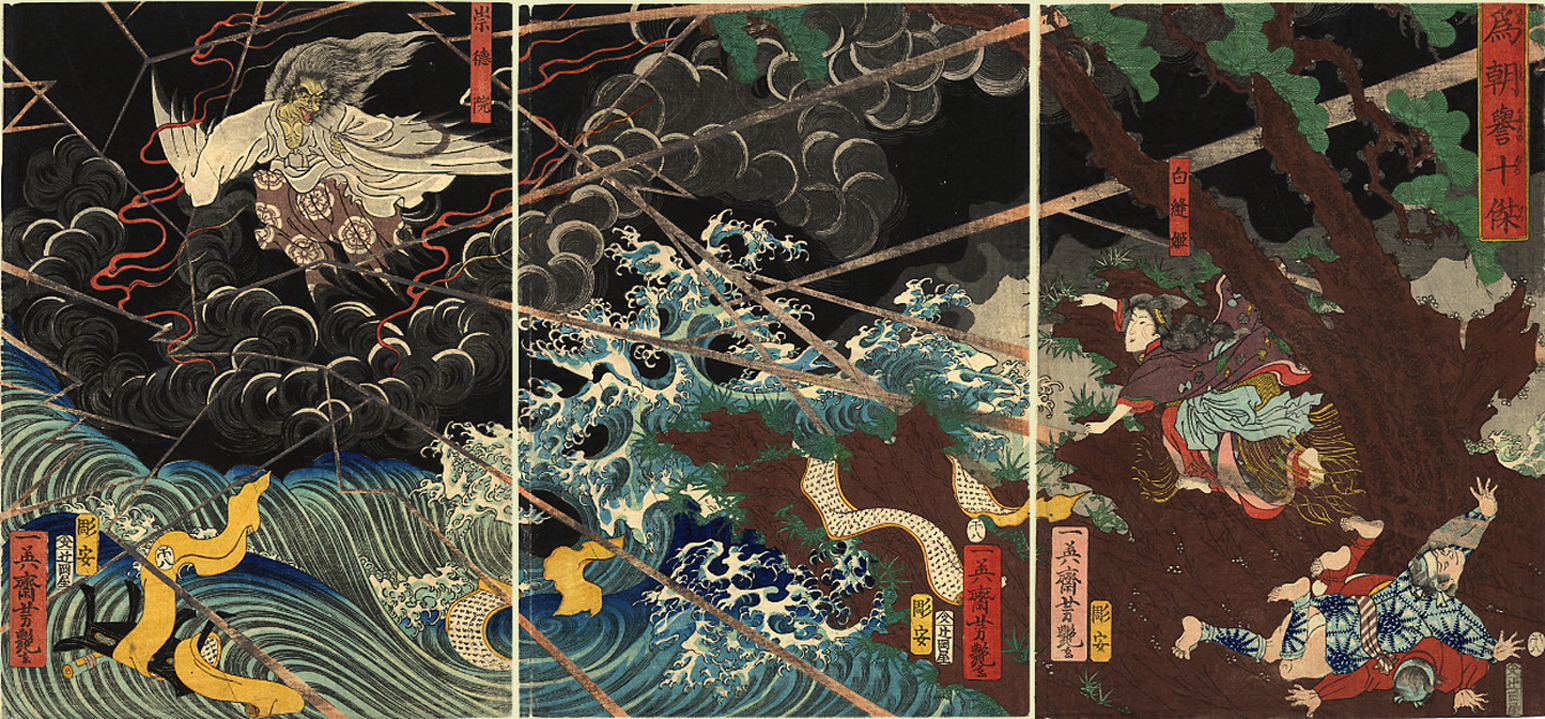
La décharge de foudre ; série de peintures des dix héros de Tametomo, par Utagawa Yoshitsuya — Japon, années 1860.

### Étymologie et utilisation
Le mot « foudre » vient du latin vulgaire « fulgura », « fulmen » en latin classique, qui signifie « éclair ». Le mot « éclair » vient quant à lui de « éclar » ou « esclaire », déverbal tiré de « éclairer »,.
Les éclairs sont souvent synonymes de vitesse, d'où l'expression « rapide comme l'éclair ». Plusieurs personnages de films ou de comics portent alors des noms 
ou des logos en rapport avec la foudre, de façon à signaler leur rapidité, tels que Flash McQueen (« Lightning McQueen » en anglais) ou plusieurs super-héros des maisons d'édition Marvel Comics et DC Comics,,,.
En français, l'expression « coup de foudre » signifie « tomber amoureux soudainement ». L'expression s'utilise également en italien, et se traduit en « colpo di fulmine ». Son origine vient également d'un rapprochement entre le terme « foudre » et sa vitesse. Durant la Seconde Guerre mondiale, le Troisième Reich met en place la technique de la « Blitzkrieg » (guerre éclair en français), qui consiste à utiliser une puissante force armée pour accélérer les combats.

### Mythologie

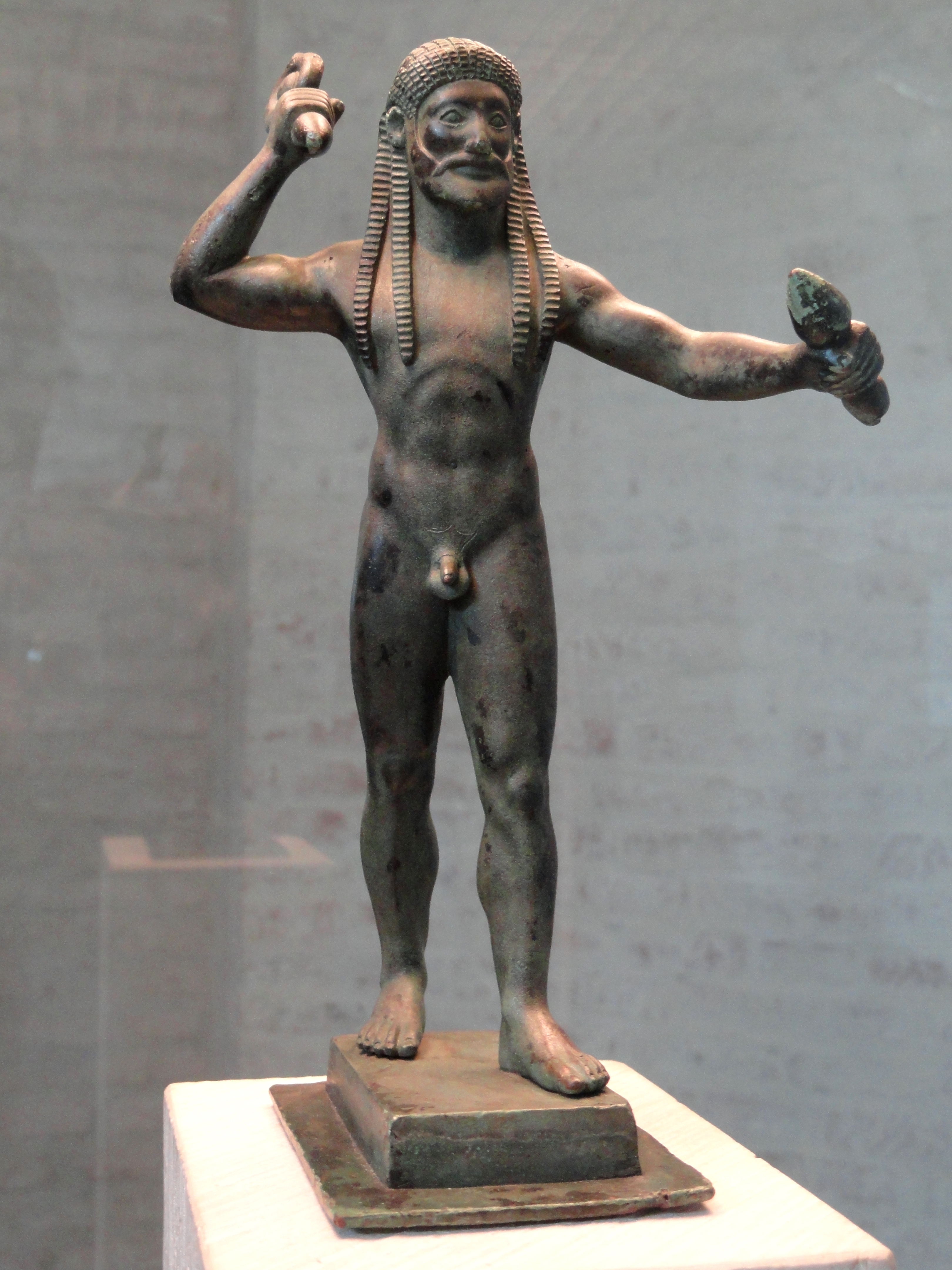
Statue de Zeus représenté avec des éclairs dans les mains.

Les peuples antiques ont créé de nombreuses histoires mythologiques pour expliquer l'apparition de la foudre. Dans la religion de l'Égypte antique, le dieu Typhon lance des éclairs sur la terre. En Mésopotamie, un document datant de 2300 av. J.-C. montre une déesse sur l'épaule d'une créature ailée tenant une poignée d'éclairs dans chaque main. Elle se trouve également devant le dieu qui contrôle la météo ; celui-ci crée le tonnerre avec un fouet. Les éclairs sont également la marque de la déesse de la mythologie chinoise Tien Mu, qui est l'une des cinq dignitaires du « ministère des tempêtes », commandé par Tsu Law, le dieu du tonnerre. En Inde, le Veda décrit comment Indra, le fils du Paradis et de la Terre, a porté le tonnerre dans son bige.
Vers 700 av. J.-C., les Grecs commencent à utiliser dans leur art les symboles d'éclairs inspirés du Moyen-Orient, les attribuant principalement à Zeus, le dieu suprême de leur mythologie. Dans la Grèce antique, lorsque la foudre apparaît dans le ciel, elle est considérée comme un signe de désapprobation de la part de Zeus. La même interprétation est faite dans la Rome antique en ce qui concerne Jupiter. À Rome, on croit que les branches du laurier sont « immunisées » contre l'action de la foudre, et l'empereur Tibère utilise donc ces branches pour se protéger pendant les tempêtes. Dans la religion nordique ancienne, on croit que la foudre est produite par le marteau magique Mjöllnir appartenant au dieu Thor. Les Bouriates, peuple qui vivait près du lac Baïkal, dans le Sud de la Sibérie, croient que leur dieu produit des éclairs en lançant des pierres du ciel. Certaines tribus indigènes d'Amérique du Nord et d'Afrique maintiennent la croyance que les éclairs sont produits par un « oiseau-tonnerre » magique, qui plonge des nuages vers la Terre.

### Dans les arts

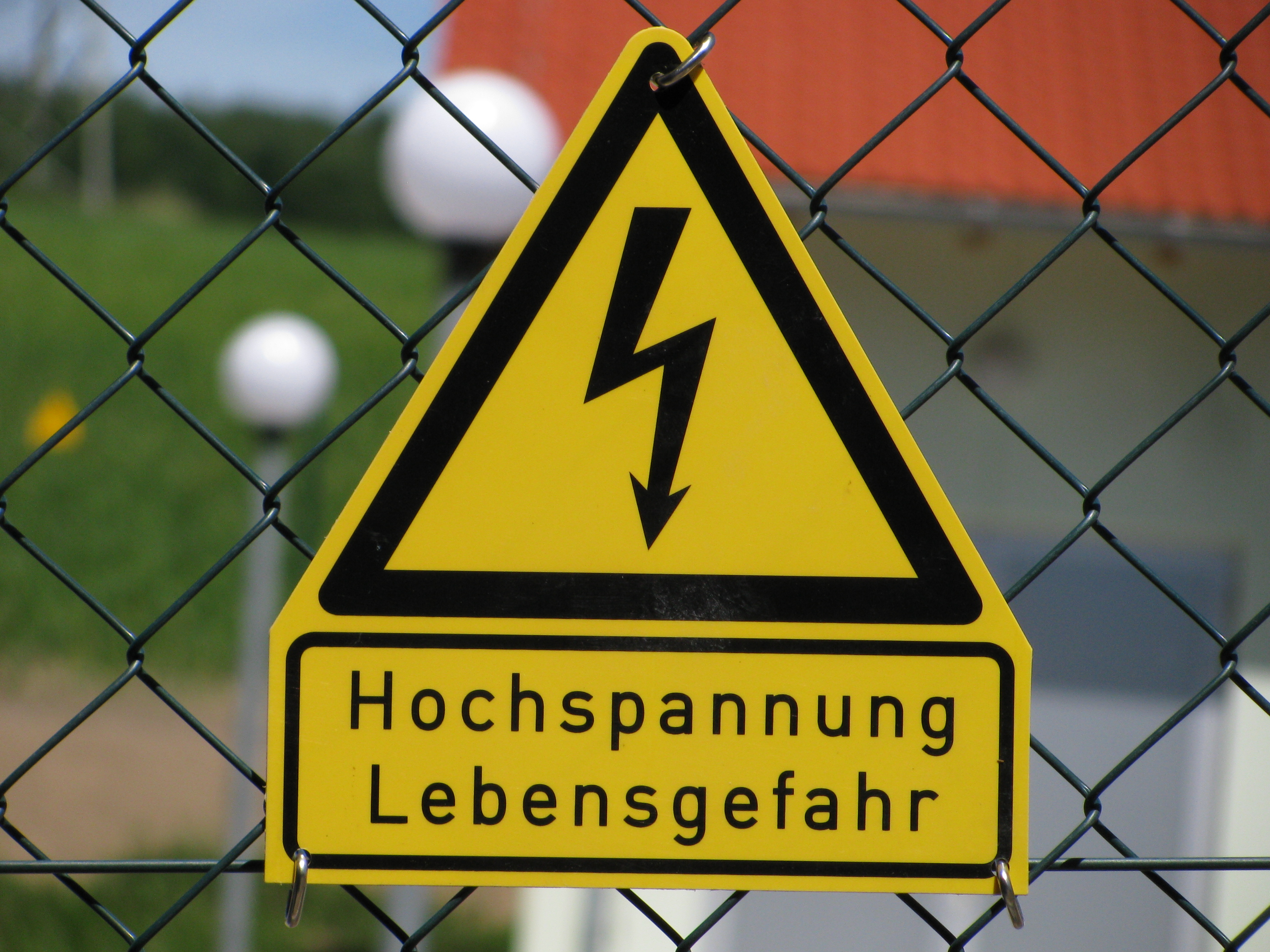
Un éclair sur une plaquette signalant un danger électrique.

Certains photographes, appelés chasseurs d'orages, se sont spécialisés dans les clichés de foudre. Un musée entièrement consacré à la foudre a opéré entre 1996 et 2012 au cœur du parc naturel régional des Volcans d'Auvergne. The Lightning Field est une œuvre d'art de l'artiste Walter de Maria créée en 1977. Cette œuvre de Land art se trouve au Nouveau-Mexique, aux États-Unis, et se compose de plusieurs poteaux en acier pour pouvoir être frappée par la foudre.

### Autres représentations
Les éclairs sont également utilisés dans les logos de plusieurs marques, associations ou partis politiques. Ainsi, Opel, le Mouvement européen des squatteurs, le Parti d'action populaire de Singapour, ainsi que plusieurs partis fascistes, arborent un éclair dans leur logo,,,. Le groupe de hard rock AC/DC utilise également un éclair dans son logo.
Le symbole pour les dangers électriques est généralement un éclair. Celui-ci est reconnu par plusieurs normes.

## Foudre extraterrestre
Les décharges électriques atmosphériques ne sont pas exclusives à la Terre. Sur plusieurs autres planètes du Système solaire, l'existence de rayons d'intensité variable a déjà été confirmée. Il ressort de ces observations que la probabilité d'apparition de décharges électriques est directement associée à la présence d'eau dans l'atmosphère, bien qu'elle ne soit pas la seule cause.
Sur Vénus, des décharges ont été suspectées en raison de son atmosphère épaisse, ce qui a été confirmé par l'envoi de la sonde Venus Express. Sur Mars, des signes directs de l'apparition de décharges électriques ont déjà été détectés. Celles-ci sont peut-être causées par les grandes tempêtes de sable qui se produisent sur la planète. Selon les chercheurs, l'activité électrique martienne a des implications importantes car elle modifie la composition de l'atmosphère, impactant ainsi l'habitabilité et les préparatifs de l'exploration humaine.
Sur Jupiter, plusieurs missions ont permis d'observer des décharges électriques dans les régions équatoriales et polaires. Les tempêtes y sont causées par convection, comme sur Terre. Les gaz, dont la vapeur d'eau, remontent des profondeurs de la planète, et les petites particules, lorsqu'elles gèlent, entrent en friction les unes avec les autres, générant ainsi une charge électrostatique qui est déchargée sous forme d'éclair. Comme les tempêtes de Jupiter sont beaucoup plus grandes et plus intenses que les tempêtes terrestres, les éclairs sont beaucoup plus puissants : leur intensité est jusqu'à dix fois supérieure à tous les éclairs déjà enregistrés sur notre planète. Sur Saturne, la foudre est beaucoup moins fréquente. Cependant, de grands systèmes de tempêtes provoquent l'apparition de décharges qui dépassent de dix mille fois l'énergie des éclairs terrestres. En revanche sur Titan, un de ses satellites naturels, aucune décharge électrique n'a été enregistrée à ce jour malgré une atmosphère épaisse et active.